# Batman (revista em quadrinhos)
Batman é uma série regular de histórias em quadrinhos americana protagonizada pelo herói da DC Comics do mesmo nome. O personagem apareceu pela primeira vez na revista Detective Comics #27 (Maio de 1939, cf. data da capa). Batman tornou-se tão popular que ganhou uma série regular de quadrinhos homônima própria, que começou a ser publicada na Primavera [do Hemisfério Norte, cf. data da capa — Junho] de 1940. Foi anunciada pela primeira vez no início de Abril de 1940, um mês depois da primeira aparição do seu novo parceiro, Robin, o Garoto-Prodígio.
A revista Batman era lançada inicialmente de forma trimestral, tendo mudado pra quinzenalmente, a partir da edição #6. A partir de 1954, Batman começou a sair oito vezes por anos, até que em 1976, ela passou a ser publicada mensalmente. A série original (Volume 1) terminou em 2011 e foi relançada com a edição #1 (Volume 2) em Setembro de 2011 como parte do relançamento intitulado Os Novos 52.
Com o fim da iniciativa dos Novos 52, a DC Comics começou seu segundo relançamento chamado "Renascimento" em 2016, onde todos os seus títulos foram relançados, inclusive Batman (Volume 3) que teve sua numeração novamente reiniciada com a edição #1 (Agosto de 2016). Diferentemente, das edições dos Novos 52 que saíam mensalmente, na fase Renascimento temos publicações quinzenais.
O personagem Batman foi o protagonista de diversas publicações em Brasil, Portugal e diversos outros países, assim como em seu país de origem, os Estados Unidos da América. Em diversas vezes, as séries não prosseguiram em sua numeração por muito tempo (seja pela saída da editora do mercado, seja pelo cancelamento). Atualmente, Batman é publicado no Brasil pela Editora Panini.

## Publicação original (Estados Unidos)

### A Era de Ouro

Capa da primeira edição do gibi americano do Batman (Primavera de 1940). Arte de Bob Kane e Jerry Robinson.

O personagem Batman fez sua primeira aparição nas páginas da Detective Comics #27 em Maio de 1939. Na Primavera de 1940, Batman #1 foi publicada e incluiu novos personagens no panteão do Batman, os mais notáveis foram a Mulher-Gato e seu arqui-inimigo, o Coringa. Alfred Pennyworth, o mordomo da família Wayne, foi apresentado na edição #16 (Abril–Maio de 1943).
O editor-chefe da DC Comics Whitney Ellsworth atribuiu uma história de Batman ao artista Dick Sprang em 1941. Prevendo que Bob Kane seria convocado para servir na Segunda Guerra Mundial, a DC contratou o jovem Sprang para os desenhar as histórias do Batman e proteger contras eventuais atrasos.  O primeiro trabalho publicado do Batman por Sprang foram os traços nas figuras do Batman e Robin na capa de Batman #18 (Ago.-Set. de 1943). O primeiro trabalho original publicado do Batman por Sprang apareceram em Batman #19 (Out.–Nov. de 1943), na qual ele desenhou a arte da capa e três das quatro histórias, além dos esboços da quarta história que saiu com arte-final de Norm Fallon. Assim como todos os artistas do Batman da época, Sprang engrossou a extensa lista de desenhadores-fantasma do Batman, pois havia, uma cláusula contratual, imposta por Kane, que impedia qualquer artista, que não ele, de ser creditado pelo seu trabalho com o Cavaleiro das Trevas.
Os vilões que estrearam durante o início desta era foram o Chapeleiro Louco na edição #49 (Outubro de 1948) e o Mariposa Assassina na edição #63 (Fevereiro de 1951). Em 1953, Sheldon Moldoff tornou-se outro dos principais artistas-fantasma do Batman que, ao lado de Win Mortimer e Dick Sprang, desenharam historietas creditadas a Bob Kane, seguindo o estilo de Kane e sob sua supervisão. Bill Finger e Moldoff apresentaram Ace o Bat-Cão em #92 (Junho de 1955).

### A Era de Prata
O início da era conhecida por fãs e historiadores de quadrinhos como a Era de Prata dos Quadrinhos temos o título do Batman explorando a ficção-científica. Novos personagens foram introduzidos, como o Senhor Frio e Betty Kane, a Bat-Girl original.
Em 1964, Julius Schwartz foi responsável por reviver os títulos do Batman que andavam desaparecidos. Ele descartou os aspectos bobos que entraram na série como Ace o Bat-Cão e o Bat-Mirim, e deu ao personagem um "Novo Visual" que estreou na Detective Comics #327 (Maio de 1964). A primeira edição de Schwartz no título do Batman foi a #164 (Junho de 1964),[carece de fontes?] escrita por France Edward Herron e desenhada por Sheldon Moldoff. O Charada retornou após uma ausência de dezoito anos em #171 (Maio de 1965). Entre os novos vilões introduzidos durante este período temos a Hera Venenosa em #181 (Junho de 1966). Nos anos de 1960, os quadrinhos do Batman foram afetados pela popular série de televisão Batman, com histórias de humor exagerado baseada na linguagem típica da série. Depois que a influência do programa de televisão passou, o escritor Frank Robbins e o artista Irv Novick enviaram Dick Grayson para frequentar a Universidade e Bruce Wayne e Alfred mudam-se da Mansão Wayne para a cobertura do edifício da Fundação Waynena edição #217 (Dezembro de 1969).

### Década de 1970
Em 1971, o escritor Dennis O'Neil e o artista Neal Adams passara produzir o título e trouxeram de volta os aspectos atuais e sombrios da década de 1940 à revista. O'Neil e Adams introduziram um novo vilão chamado Ra's al Ghul, e reviltalizaram o Coringa, trazendo de volta às suas origens como um  maníaco homicida que assassina as pessoas por puro capricho. Batman #237 (Dezembro de 1971) apresentou uma história meta-ficticional de O'Neil e Adams que contou com vários ciradores de quadrinhos que apareceram na história e interagem com Batman e Robin na tradicional parada Rutland Halloween Parade em Rutland, Vermont. O'Neil disse que seu trabalho na série Batman foi "simplesmente para trazê-lo de volta de onde [o personagem] havia começado. Eu fui à biblioteca da DC e li algumas algumas das primeiras histórias. Eu tentei dar uma ideia do que Kane e Finger tinham em mente." O historiador de quadrinhos Les Daniels observou que a versão do Batman como um vingador obsessivo-compulsivo, que descreeve de forma modesta uma volta às suas origens, foi na verdade, um ato de imaginação criativa que influenciou cada versão posterior do Cavaleiro das Trevas." As edições #254 (Jan.–Fev. de 1974) a #261 (Março–Abril de 1975) da série saíram no formato 100 Page Super Spectacular (com 100 páginas). A série atingiu a 300ª edição em Junho de 1978 (cf. data da capa) onde foi mostrada uma história do escritor David Vern Reed e dos artistas Walt Simonson e Dick Giordano. Len Wein tornou-se o escritor da série na edição #307 (Janeiro de 1979) e em sua primeira edição, criou o executivo da Fundação Wayne, Lucius Fox, que foi interpretado posteriormente por Morgan Freeman nos filmes Batman Begins, The Dark Knight e The Dark Knight Rises. Julius Schwartz encerrou sua fase como editor da série na edição #309 (Março de 1979).

### Década de 1980
Marv Wolfman escreveu curtamente Batman e co-criou o Electrocutador na edição #331 (Jan. de 1981). Roy Thomas também teve breve passagem na série. O escritor Gerry Conway e o artista Don Newton introduziram Jason Todd em Batman #357 (Março de 1983). Todd asumiria a identidade secreta do Robin na edição #368 (Fevereiro de 1984). O escritor Doug Moench começou sua associação com o título na edição #360, ele e o artista Tom Mandrake criaram o personagem Máscara Negra em Batman #386 (Agosto de 1985). O colaborador de longa data de Moench, o artista Paul Gulacy fez sua estreia na DC Comics em uma história de duas partes nas edições #393 e #394. O título atingiu a 400ª edição em Outubro de 1986 e teve trabalhos de vários artistas populares de quadrinhos além de uma introdução do famoso escritor Stephen King.
Como consequência dos eventos de Crises Nas Infinitas Terras (Crisis on Infinite Earths), a continuidade da DC Comics foi alterada. Os personagens criados tiveram então a oportunidade de serem reintroduzidos em novas abordagens. Na série Batman que não foi reiniciada, Frank Miller, que já havia trabalhado na minissérie The Dark Knight Returns, e o artista David Mazzucchelli mostraram a história da origem para a nova continuidade nas páginas das edições mensais de Batman #404–407 (Fevereiro–Maio de 1987). A história, Batman: Year One, recebeu boa aceitação da crítica e sua assimilação por parte dos novos leitores, coisa que há tempos não acontecia com Batman. O portal IGN classificou Batman: Year One no topo de uma lista dos 25 maiores graphic novels do Batman. Os notáves criadores de quadrinhos, Greg Rucka, Jeph Loeb e Judd Winick citaram o Year One como sua história favorita do Batman. Logo após "Year One", o escritor Max Allan Collins e o artista Chris Warner criaram uma nova origem para Jason Todd. Jim Starlin tornou-se o escritor de Batman e uma de suas primeiras histórias para o título foi "Ten Nights of The Beast" nas edições #417–420 (Março–Junho de 1988) quando foi introduzido o KGBesta. Durante a permanência de Starlin no título, a DC Comics acabou percebendo o desprezo de boa parte dos fãs com o personagem Jason Todd, e os os leitores foram convidados a votar para decidir o destino de Jason Todd. Por uma pequena margem (apenas 72 votos), os leitores decretaram a morte de Jason, e no mês seguinte, o personagem acabou sendo assassinado nas mãos do insano Coringa na edição #428. A saga chamada "A Death in the Family" recebeu grande exposição da mídia devido à chocante forma como terminou a vida de um dos personagem da série. O escritor Marv Wolfman e o artista Pat Broderick criaram Tim Drake na edição #436 (Agosto de 1989) da história "Batman: Year Three" e o personagem tornou-se a terceira versão do Robin em "A Lonely Place of Dying", mais especificamente na edição #442.

### Década de 1990
Parcialmente afetado pelo tom sombrio do filme de Tim Burton, Batman de 1989, os quadrinhos da década de 1990 seguiram um tom mais sombrio. A versão do Robin, Tim Drake recebeu um novo traje desenhado por Neal Adams na edição #457 (Dezembro de 1990) em uma história de Alan Grant e Norm Breyfogle. Os principais escritores da franquia Batman nos anos de 1990 foram Grant, Doug Moench e Chuck Dixon. Moench e Dixon idealizaram o arco crossover Knightfall, onde o super-vilão Bane consegue quebrar a coluna de Batman deixando-o paralítico. Um novo personagem, Jean-Paul Valley, assume o manto do Batman na ausência de Bruce Wayne. Ao fim, Bruce Wayne, curado, tomou de volta o capuz do morcego. Moench e o artista Kelley Jones co-criam o Ogre em Batman #535 (Out. de 1996).
Os títulos de Batman em 1999 foram dominados pelo grande crossover "No Man's Land", onde Gotham City é devastada por um grande terremoto, é apartada do resto dos Estados Unidos, caindo em um estado de caos social, guerra de gangues e guerra de sobrevivência. O escritor Greg Rucka adaptou a história em uma publicação em 2000.

### Década de 2000

#### 2000–2003
Após a conclusão de "Terra de Ninguém ("No Man's Land") e a ida de Greg Rucka para a Detective, o título de Batman foi tratado por sete edições pelo roteirista Larry Hama e pelo artista Scott McDaniel. Na edição #582, Ed Brubaker tornou-se o escritor da série e manteve o padrão de drama policial onde foram incluídos vilões fundamentados, como o Pinguim, o novo vilão Zeiss de Brubaker e o Pistoleiro. A série de Brubaker teve uma breve interrupção com o arco "Policial Ferido" ("Officer Down"), onde o Comissário Gordon é baleado e forçado a se retirar da força policial de Gotham. Na sequência, o roteirista Brian K. Vaughan fez um arco de três edições chamado "Close Before Striking" nas edições de Batman #588–590 (Abril–Junho de 2001) focado em Fósforos Malone, um disfarce criado por Batman, antes que Brubaker voltasse. O próximo crossover, idealizado por Brubaker e Rucka intitulado "Bruce Wayne: Assassino?" ("Bruce Wayne: Murderer?") mostrou Bruce Wayne moldado pelo assassinato de sua namorada e quase abandonando por completo sua identidade civil.
Além da história principal "A Cena do Crime" ("The Scene of the Crime") da edição #600 que inicia o arco Bruce Wayne: Fugitivo, tivemos mais três histórias backup, que foram apresentados como deslocados e inéditos no histórico do Batman. "Mistério do Morcego Negro" ("Mystery of the Black Bat") mostrado ao estilo dos quadrinhos de Dick Sprang e "O Coringa Tira o Chapéu!" ("Joker Tips His Hat!") que é uma homenagem às histórias dos anos de 1960 de artistas como Gil Kane e Carmine Infantino. "The Dark, Groovy, Solid, Far-out, Right-on, and Completely With-it Knight Returns" dar um tom humorístico no personagem Batman tentando adaptá-lo aos anos oitenta, escrito por Patton Oswalt e desenhado por Sergio Aragonés. Na sequênica, Brubaker em parceria com Geoff Johns escreveram o arco "Desejo de Morte Para Dois" ("Death-Wish for Two").

#### 2003–2006
O roteirista Jeph Loeb e o artista Jim Lee criaram uma longa história que começou na edição #608, o arco "Silêncio" ("Batman: Hush") que persegue Batman e o faz lutar contra um grande número de vilões que estão com algumas características mudadas e mais perigosos. Após a conclusão de Silêncio, a equipe criativa da série 100 Bullets da Vertigo assumiu no arco de seis edições chamado Cidade Castigada ("Broken City"). O roteirista Judd Winick assumiu os roteiros da série regular, e a história "Por Trás da Máscara" ("Under the Hood"), revelou que Jason Todd havia retornado dos mortos tempos atrás e havia se tornado anti-herói em Gotham sob o disfarce de Capuz Vermelho.
Após a saga Crise Infinita (Infinite Crisis), todos os títulos regulares do Universo DC avançaram no tempo por um ano, retratando os personagens em situações e ambientes radicalmente diferentes, de onde estavam nas edições anteriores. "Cara a Cara" ("Face the Face"), foi escrita por James Robinson e mostrou o Batman retornando de uma longa ao exterior, que retratou seus passos após sua saída de Gotham City quando ainda era jovem e mostrou o retorno de James Gordon para a função de Comissário de Polícia de Gotham City.

#### 2006–2009
Grant Morrison começou sua longa associação com Batman na edição #655.[carece de fontes?] A primeira história, "Batman & Filho" ("Batman and Son"), revela que o filho que Wayne teve com Talia al Ghul, é uma criança chamada Damian. Na sequência, Morrison começou um arco onde uma organização secreta criminosa conhecida como Luva Negra (Black Glove) liderada pelo Doutor Hurt, visavam enlouquecer e arruinar o Batman junto com seu legado. Isso culminou com na maxi-série Batman R.I.P., onde vemos a Luva Negra tendo sucesso momentaneamente, mas acabam sendo derrotados por Bruce. Depois de parar a Luva Preta, Morrison muda o Batman para os eventos da saga Crise Final (Final Crisis), onde é aparentemente morto por Darkseid. Mais tarde, descobiu-se que, ele apenas tinha sido transportado para um passsao distante e ficado lá. Neil Gaiman escreveu a edição #686, que foi a primeira parte do arco Whatever Happened to the Caped Crusader? proposta para ser a "a última história" do personagem, nos mesmos moldes que Whatever Happened to the Man of Tomorrow? de Alan Moore fez para Superman, e continuou em uma edição da Detective Comics.
Depois disso, a série Batman passou por um breve hiato, enquanto a minissérie A Batalha Pelo Capuz (Battle for the Cowl) mostrava Dick Grayson assumindo o papel de Batman na sequência do desaparecimento de Bruce Wayne no atual Universo DC da época. Grant Morrison permaneceu envolvido nos roteiros do Batman, mas acabou indo para a nova série Batman & Robin, que mostrou as façanhas de Grayson (o primeiro Robin) assumindo a posição de "Batman" e Damian Wayne (filho de Batman) tornando-se o novo "Robin".[carece de fontes?] O roteirista Judd Winick retornou temporariamente ao título no primeiro arco solo de Grayson como Batman, até que os argumentos e os desenhos foram assumidos por Tony Daniel.

### Década de 2010
Daniel permaneceu como o principal roteirista da série até a edição #699. O título atingiu um marco com a publicação de Batman #700 (Agosto de 2010), que trouxe o retorno de Grant Morrison ao título em colaboração com uma equipe de arte que contava com Daniel, Frank Quitely, Andy Kubert e David Finch. Morrison permaneceu como roteirista na série até a edição #702, na época também escrevia a série Batman & Robin e a minissérie Batman: O Retorno de Bruce Wayne (The Return of Bruce Wayne). Tony Daniel reassumiu os roteiros e os desenhos na edição #704. Mesmo após o retorno de Bruce Wayne, Dick Grayson permaneceu como estrela no último ano do título, além de ser o personagem principal em Batman & Robin e Detective Comics. Bruce Wayne estrelou dois novos títulos, Corporação Batman (Batman Incorporated) e Batman: O Cavaleiro das Trevas (Batman: The Dark Knight).
A edição #713 de 17 de Agosto de 2011 foi a última da série original. Nela há uma simples aparição de três crianças durante a história: Bob, Jerry e Bill, que nada mais é que uma homenagem aos criadores do Batman, Bob Kane e Bill Finger, bem como Jerry Robinson, criador de personagens como Coringa e Robin.
Em 1º de Junho de 2011, foi anunciado que todas as séries dentro do Universo DC compartilhado seriam canceladas ou relançadas com novas edições #1, depois que uma nova continuidade foi criada em consequência dos eventos da saga Ponto de Ignição (Flashpoint). Batman não foi exceção, e a primeira edição da nova série (Volume 2) foi lançada em 21 de Setembro de 2011.

### Os Novos 52 ("The New 52")
A DC Comics relançou Batman na edição #1 de Setembro de 2011, escrita por Scott Snyder e desenhada por Greg Capullo, como parte do relançamento da DC, chamado Os Novos 52 (The New 52). Da mesma forma que aconteceu com todas as séries ligadas ao relançamento da DC, Bruce Wayne aparenta ser cinco anos mais novo do que a versão anterior do seu personagem. Os super-heróis em geral apareceram apenas nos últimos cinco anos, e são vistos, na melhor das hipóteses com desconfiança e, na pior das hipóteses com total hostilidade. Todos os personagens que aparecerem como Robin, exceto Stephanie Brown, foram mostrados como aliados do Batman na nova continuidade. As histórias se baseiam em desenvolvimentos recentes, sendo que a maior parte das histórias anteriores do personagem permaneceram intactas, e Bruce Wayne aparece novamente com o único Batman, com Dick Grayson retomando o papel de Asa Noturna (Nightwing).
O primeiro arco do título, "Corte das Corujas" ("The Court of Owls"), foca na descoberta por Batman de uma sociedade secreta em Gotham City não conhecida até então, que remonta ao tempo da fundação de Gotham e ao seu antepassado Alan Wayne, e em suas batalhas contra os Garras (Talons), os agentes da Corte das Corujas. Isso levou ao primeiro grande crossover dos Novos 52, "Noite das Corujas" ("Night of the Owls"). O final da história mostra Thomas Wayne Jr. (Lincoln March) como o chefe dos Garras da Corte das Corujas em Gotham.
O segundo arco foi chamado "Morte da Família" ("Death of the Family"), um trocadilho com "Batman: A Death in the Family". Onde depois de um ano de ausência, temos o retorno do Coringa da série Detective Comics de Tony Daniel. Dessa vez, ele volta toda sua loucura contra os aliados do Batman, que ele acredita que o tornam mais fraco.
Garra (Talon), um spin-off de "Corte das Corujas" ("Court of Owls"), foi lançado em Setembro de 2012 e focava no vilão Garra da Corte.
Depois do arco envolvendo o Cara-de-Barro e um one shot com as consequências de "Morte da Família" ("Death of the Family"), o próximo arco de Snyder foi a saga "Batman: Ano Zero" ("Batman: Zero Year"). Que continuou os eventos de Batman #0 e mostrou as origens do Morcego no novo Universo DC, algo não feito desde "Batman: Ano Um" ("Batman: Year One") de Frank Miller. O arco "Fim de Jogo" ("Endgame") saiu de Outubro de 2014 até Abril de 2015, uma das histórias mais polêmicas do Homem-Morcego dos últimos tempos que concluiu com as aparentes mortes do Batman e do Coringa. James Gordon, assumiu o manto do Batman, tornou-se o personagem principal da série em Junho de 2015.

No último arco, "Peso-Pesado" ("Superheavy"), James Gordon encontra o novo super vilão, o "Jardineiro", que espalhou várias sementes pela cidade que concedem superpoderes extraordinários. Também é mostrado que o amnésico Bruce Wayne está vivo e leva uma nova vida na Lucius Fox Center for Gotham Youth ao lado de Julie Madison, com quem Bruce está mantendo um relacionamento. Gordon consegue parar o "Jardineiro", até que surge vários outros "Jardineiros" e começam seu ataque a Gotham City. Depois de uma conversa com Duke Thomas, Bruce começa a recuperar suas memórias e percebe que é o Batman. Ele retorna a Mansão Wayne Manor e força o Alfred à levá-lo a Batcaverna para trazer o Batman de volta. Usando a máquina que o Batman criou para implantar suas memórias em clones para continuar sua linhagem, Bruce tenta recuperar suas memórias, mas acaba falhando repetidas vezes quando chega ao limite da iminente da morte cerebral. Ele decide então continuar até que suas lembranças atuais seja apagadas e tragam de volta suas antigas memórias. Com o sucesso da operação, Bruce recupera suas memórias originais. Bruce dirige-se para o campo de batalha para enfrentar o "Jardineiro". O Batman chega e vence as "cópias" do "Jardineiro" e algema Gordon num helicóptero para que vá cuidar dos ferimentos no hospital. Duke Thomas descobre que Daryl Gutierrez é o verdadeiro "Jardineiro", que criou as sementes para dar aos cidadãos de Gotham para se protegerem, mas acabou sendo passado pra trás por um de suas "vítimas" que tomou suas sementes e sua identidade, tornando-se o "Jardineiro". Duke consegue escapar do Daryl, assim como Bruce com ajuda de Jim batalham contra o "Jardineiro" e enfim conseguem derrotá-lo. Jim Gordon torna-se novamente o Comissário do DPGC e Bruce o agradece por proteger Gotham durante sua ausência. Bruce faz uma oferta a Duke Thomas.

### Renascimento ("DC Rebirth")
Como parte do "Renascimento", Batman foi relançada através de uma edição especial (one-shot) Batman: Rebirth #1 em 1 de junho de 2016 e passou a ser publicada duas vezes por mês (quinzenalmente), começando com Batman vol. 3 #1 em 15 de junho de 2016 (cover date: agosto de 2016). A série é escrita por Tom King e desenhada por David Finch e Mikel Janín. A série mostrou a primeira aparição de dois vigilantes, Gotham e Gotham Girl.

## Anuais originais
A série Batman teve anuais sendo publicados a partir de 1961. Sete edições de Batman Annual foram publicados de 1961 – Verão de 1964. Outras 17 edições foram publicados de 1982 a 2000 continuando a numeração imposta da série de 1961. O roteirista Mike W. Barr e o artista Trevor Von Eeden criaram a Batman Annual #8 (1982).
Mais quatro anuais foram publicados de 2006 a 2011, sempre seguindo a numeração da série anterior. Em 2012, uma nova série anual foi iniciada com uma edição #1.

## Edições notáveis

### Primeiras aparições
| Aparição                           | Número da Edição | Mês/Ano                  |
| ---------------------------------- | ---------------- | ------------------------ |
| O Coringa                          | #1               | Primavera de 1940        |
| Mulher-Gato como "A Gata"          | #1               | Primavera de 1940        |
| Gotham City                        | #4               | Inverno 1941             |
| Batmóvel                           | #5               | Primavera de 1941        |
| Alfred Pennyworth                  | #16              | Abril–Maio de 1943       |
| O Chapeleiro Louco                 | #49              | Outubro–Novembro de 1948 |
| Vicki Vale                         | #49              | Outubro–Novembro de 1948 |
| Pistoleiro                         | #59              | Junho–Julho de 1950      |
| Mariposa Assassina                 | #63              | Fevereiro–Março de 1951  |
| Senhor Frio como "Mr. Zero"        | #121             | Fevereiro de 1959        |
| Batgirl (Betty Kane)               | #139             | Abril de 1961            |
| Hera Venenosa                      | #181             | Junho de 1966            |
| Ra's Al Ghul                       | #232             | Junho de 1971            |
| Lucius Fox                         | #307             | Janeiro de 1979          |
| The Snowman                        | #337             | Julho de 1981            |
| Harvey Bullock                     | #361             | Junho de 1983            |
| Máscara Negra                      | #386             | Agosto de 1985           |
| Holly Robinson                     | #404             | Fevereiro de 1987        |
| Sarah Essen Gordon                 | #405             | Março de 1987            |
| KGBesta                            | #417             | Março de 1988            |
| Tim Drake (depois Robin III)       | #436             | Agosto de 1989           |
| Shondra Kinsolving                 | #486             | Fevereiro de 1992        |
| Cassandra Cain (depois Batgirl IV) | #567             | Julho de 1999            |
| David Cain                         | #567             | Julho de 1999            |
| Silêncio                           | #609             | Janeiro de 2003          |
| Capuz Vermelho (Jason Todd)        | #635             | Fevereiro de 2005        |
| Damian Wayne                       | #655             | Setembro de 2006         |
| Terry McGinnis                     | #700             | Junho de 2010            |
| Corte das Corujas                  | (vol. 2) #1      | Setembro de 2011         |
| Jardineiro                         | (vol. 2) #43     | Outubro de 2015          |
| Gotham Girl                        | (vol. 3) #1      | Agosto de 2016           |

## Coletâneas originais

### Somente do Batman
- Batman: The Dark Knight Archives:
  - Volume 1 inclui Batman #1–4, 224 páginas, Janeiro de 1992, ISBN 978-1563890505[94]
  - Volume 2 inclui Batman #5–8, 244 páginas, Novembro de 1997, ISBN 978-1563891830[95]
  - Volume 3 inclui Batman #9–12, 224 páginas, Junho de 2000, ISBN 978-1563896156[96]
  - Volume 4 inclui Batman #13–16, 224 páginas, Agosto de 2003, ISBN 978-1563899836[97]
  - Volume 5 inclui Batman #17–20, 212 páginas, Novembro de 2006, ISBN 978-1401207786[98]
  - Volume 6 inclui Batman #21–25, 228 páginas, Dezembro de 2009, ISBN 978-1401225476[99]
  - Volume 7 inclui Batman #26–31, 264 páginas, Dezembro de 2010, ISBN 978-1401228941 [100]
  - Volume 8 inclui Batman #32–37, 248 páginas, Janeiro de 2013, ISBN 978-1401237448[101]
- Batman: The Strange Deaths of Batman incluindo Batman #291–294, 160 páginas, Janeiro de 2009, ISBN 978-1401221744
- Batman: Second Chances incluindo Batman #402-403, #408–416, Annual 11, 280 páginas, Julho de 2015, ISBN 978-1401255183
- Batman: Year One inclui Batman #404–407, 136 páginas, Março de 1988 capa dura, ISBN 9781401206901, capa cartão, Junho de1988, ISBN 978-1401207526
- Batman: Ten Nights of The Beast inclui Batman #417–420, 96 páginas, Outubro de 1994, ISBN 978-1563891557
- Batman: A Death in the Family inclui Batman #426–429, 148 páginas, Novembro de 1988, ISBN 978-1401232740
- Batman: The Many Deaths of the Batman inclui Batman #433–435, 72 páginas, Março de 1992, ISBN 978-1563890338
- Batman: Hush:
  - Volume 1 inclui Batman #608–612, 128 páginas, Agosto de 2004, ISBN 978-1-4012-0060-2)[102]
  - Volume 2 inclui Batman #613–619, 192 páginas, Novembro de 2004, ISBN 978-1-4012-0092-3)[103]
  - Absolute Edition inclui Batman #608–619, 372 páginas, Dezembro de2011, ISBN 1-4012-0426-0)[104]
- Batman: Broken City inclui Batman #620–625, 144 páginas, Maio de 2005, ISBN 978-1401202149
- Batman: As the Crow Flies inclui Batman #626–630, 128 páginas, Março de 2005, ISBN 978-1840239140
- Batman: Under the Hood
  - Vol. 1 inclui Batman #635–641, 176 páginas, Novembro de 2005, ISBN 978-1401207564
  - Vol. 2 inclui Batman #645–650 e Batman Annual #25, 192 páginas, Junho de 2006, ISBN 978-1401209018
- Batman & Son inclui Batman #655–658, 663–666, 128 páginas, capa dura, Agosto de 2007, ISBN 1-4012-1240-9,[105] capa cartão, ISBN 1-4012-1241-7)
- Batman: The Black Glove inclui Batman #667–669, 672–675, 176 páginas, Setembro de 2008, ISBN 978-1401219093[106]
- Batman R.I.P. inclui Batman #676–683, 224 páginas, Junho de 2010, ISBN 978-1401225766[107]
- Batman: Long Shadows inclui Batman #687–691, 128 páginas, Maio de 2011, ISBN 978-1401227203
- Batman: Life After Death inclui Batman #692–699, 200 páginas, Outubro de 2011, ISBN 978-1401229757
- Batman: Time and the Batman inclui Batman #700–703, 128 páginas, Fevereiro de 2012, ISBN 978-1401229900
- Batman: Eye of the Beholder inclui Batman #704–707 e 710–712, 168 páginas, Novembro de 2012, ISBN 978-1401234706

#### Novos 52 (2011-2016)
- Batman Vol. 1: The Court of Owls inclui Batman vol. 2 #1–7; 176 páginas; Maio de 2012; ISBN 978-1401235413
- Batman Vol. 2: The City of Owls inclui Batman vol. 2 #8–12 e Batman Annual #1; 208 páginas; Março de 2013; ISBN 978-1401237776
- Batman Vol. 3: Death of the Family inclui Batman vol. 2 #13–17; 176 páginas; Outubro de 2013; ISBN 978-1401242343
- Batman Vol. 4: Zero Year - Secret City inclui Batman vol. 2 #21–24; 176 páginas; Maio de 2014; ISBN 978-1401245085
- Batman Vol. 5: Zero Year - Dark City inclui Batman vol. 2 #25–27 e 29–33; 240 páginas; Outubro de 2014; ISBN 978-1401248857
- Batman Vol. 6: The Graveyard Shift inclui Batman vol. 2 #0, 18–20, 28, 34, e Batman Annual #2; 224 páginas; Abril de 2015; ISBN 978-1401252304
- Batman Vol. 7: Endgame inclui Batman vol. 2 #35–40; 192 páginas; Setembro de 2015; ISBN 978-1401256890
- Batman Vol. 8: Superheavy inclui Batman vol. 2 #41–46; 176 páginas; Março de 2016; ISBN 978-1401259693
- Batman Vol. 9: Bloom inclui Batman vol. 2 #47–50; 176 páginas; Setembro de 2016; ISBN 978-1401264628
- Batman Vol. 10: Epilogue inclui Batman vol. 2 #51–52, Batman Annual #4, Batman: Futures End #1 e Batman: Rebirth #1 ; Dezembro de 2016; ISBN 978-1401267735

#### Renascimento (2016-presente)
- Batman Vol. 1: I Am Gotham coletando Batman: Rebirth #1 e Batman vol. 3 #1–6; 192 páginas; Janeiro de 2017; ISBN 978-1401267773;
- Batman Vol. 2: I Am Suicide coletando Batman vol. 3 #9–15; 168 páginas; Abril de 2017; ISBN 978-1401268541;
- Batman Vol. 3: I Am Bane coletando Batman vol. 3 #16-20, #23 e #24; 176 páginas; Agosto de 2017; ISBN 978-1401271312
- Batman Vol. 4: The War of Jokes and Riddles coletando Batman vol. 3 #25–32; 200 páginas; Dezembro de 2017; ISBN 978-1401273613
- Batman Vol. 5: The Rule of Engagement coletando Batman vol. 3 #33–37 e Annual #2; 160 páginas; Maio de 2018; ISBN 978-1401277314
- Batman Vol. 6: Bride or Burglar coletando Batman vol. 3 #38–44; 168 páginas; Julho de 2018; ISBN 978-1401280277

### Batman (coletado com Detective Comics)
- Batman Chronicles
  - Volume 1 incluindo Batman #1, 192 páginas, Abril de 2005, ISBN 978-1-4012-0445-7
  - Volume 2 incluindo Batman #2–3, 224 páginas, Setembro de 2006, ISBN 978-1-4012-0790-8
  - Volume 3 incluindo Batman #4–5, 192 páginas, Maio de 2007, ISBN 978-1-4012-1347-3
  - Volume 4 incluindo Batman #6–7, 224 páginas, Outubro de 2007, ISBN 978-1-4012-1462-3
  - Volume 5 incluindo Batman #8–9, 192 páginas, Abril de 2008, ISBN 978-1-4012-1682-5
  - Volume 6 incluindo Batman #10–11, 192 páginas, Outubro de 2008, ISBN 978-1-4012-1961-1
  - Volume 7 incluindo Batman #12–13, 192 páginas, Março de 2009, ISBN 978-1-4012-2134-8
  - Volume 8 incluindo Batman #14–15, 192 páginas, Outubro de 2009, ISBN 978-1-4012-2484-4
  - Volume 9 incluindo Batman #16–17, 160 páginas, Março de 2010, ISBN 978-1-4012-2645-9
  - Volume 10 incluindo Batman #18–19, 168 páginas, Dezembro de 2010, ISBN 978-1-4012-2895-8
  - Volume 11 incluindo Batman #20–21, 168 páginas, Janeiro de 2013, ISBN 978-1401237394
- Batman: The Dynamic Duo Archives
  - Volume 1 incluindo Batman #164–167, 240 páginas, Março de 2003, ISBN 978-1563899324
  - Volume 2 incluindo Batman #168–171, 216 páginas, Junho de 2006, ISBN 978-1401207724
- Showcase Presents: Batman
  - Volume 1 incluindo Batman #164–174, 552 páginas, Agosto de 2006, ISBN 978-1401210861
  - Volume 2 incluindo Batman #175–188, 512 páginas, Junho de 2007, ISBN 978-1401213626
  - Volume 3 incluindo Batman #189–201, 552 páginas, Junho de 2008, ISBN 978-1401217198
  - Volume 4 incluindo Batman #202–215, 520 páginas, Julho de 2009, ISBN 978-1401223144
  - Volume 5 incluindo Batman #216–228, 448 páginas, Dezembro de 2011, ISBN 978-1401232368
- Tales of the Batman: Don Newton, inclui  Batman #305–306, 328; Detective Comics #480, 483–497; e The Brave and the Bold #153, 156, e 165, 360 páginas, Dezembro de 2011, ISBN 978-1401232948
- Tales of the Batman: Gene Colan, Volume One, inclui Batman #340, 343–345, 348–351 e Detective Comics #510, 512, 517, 523, 528-529, 288 páginas, Agosto de 2011, ISBN 978-1401231019

### Crossovers do Batman
Estes são crossovers que incluem a maioria – se não todos – dos títulos relacionados ao Batman publicados na época.
- Batman by Neal Adams Omnibus incluindo Batman #219, 232, 234, 237, 243–245, 251, 255, 640 páginas, 15 de Março de 2016, ISBN 1-40125-551-5
- Batman: Knightfall
  - Part One: Broken Bat inclui Batman #491–497 e Detective Comics #659–663, 272 páginas, Setembro de 1993, ISBN 1-56389-142-5
  - Part Two: Who Rules the Night inclui Batman #498–500, Detective Comics #664–666, Batman: Shadow of the Bat #16–18, e histórias da Showcase '93 #7–8; 288 páginas, Setembro de 1993, ISBN 1-56389-148-4
  - Part Three: KnightsEnd inclui Batman #509–510, Batman: Shadow of the Bat #29–30, Detective Comics #676–677, Batman: Legends of the Dark Knight #62–63, e Catwoman vol. 2 #12; 304 páginas, Junho de 1995, ISBN 1-56389-191-3)
- Batman: Prodigal incluindo Batman #512–514, 288 páginas, Janeiro de 1998, ISBN 978-1563893346
- Batman: Contagion incluindo Batman #529, 264 páginas, Abril de 1996, ISBN 978-1563892936
- Batman: Legacy incluindo Batman #534–535, 224 páginas, Fevereiro de 1997, ISBN 978-1563893377
- Batman: Cataclysm incluindo Batman #553–554, 320 páginas, Junho de 1999, ISBN 978-1563895272
- Batman: No Man's Land
  - Volume 1 incluindo Batman #563–566, 544 páginas, Dezembro de 2011, ISBN 978-1401232283
  - Volume 2 incluindo Batman #567–568, 512 páginas, Abril de 2012, ISBN 978-1401233808
  - Volume 3 incluindo Batman #569–571, 480 páginas, Agosto de 2012, ISBN 978-1401234560
  - Volume 4 incluindo Batman #572–574, 552 páginas, Dezembro de 2012, ISBN 978-1401235642
- Batman: Officer Down incluindo Batman #587, 168 páginas, Agosto de 2001, ISBN 978-1563897870
- Batman: False Faces incluindo Batman #588–590, 160 páginas, Março de 2009, ISBN 1845767217
- Batman: Bruce Wayne, Murderer? incluindo Batman #599–600, 264 páginas, Agosto de 2002, ISBN 978-1563899133
- Batman: Bruce Wayne, Fugitive
  - Volume 1 incluindo Batman #601 e #603, 160 páginas, Dezembro de 2002, ISBN 1-56389-933-7
  - Volume 2 incluindo Batman #605, 176 páginas, Março de 2003, ISBN 1-56389-947-7
  - Volume 3 incluindo Batman #606–607, 176 páginas, Outubro de 2003, ISBN 1-4012-0079-6)
- Batman: War Games
  - Act One - Outbreak incluindo Batman #631, 208 páginas, Março de 2005, ISBN 978-1401204297
  - Act Two - Tides incluindo Batman #632, 192 páginas, Julho de 2005, ISBN 978-1401204303
  - Act Three - Endgame incluindo Batman #633, 200 páginas, Outubro de 2005, ISBN 978-1401204310
- Batman: War Crimes incluindo Batman 643–644, 128 páginas, Fevereiro de 2006, ISBN 978-1401209032
- Batman: Face the Face incluindo Batman #651–654 e  Detective Comics #817–820, 192 páginas, Setembro de 2006, ISBN 978-1401209100
- Batman: The Resurrection of Ra's al Ghul incluindo Batman Annual #26, Batman #670–671, Robin #168–169, Robin Annual #7, Nightwing #138–139, e Detective Comics #838–839), 256 páginas, Maio de 2009, ISBN 978-1401220327[108]
- Batman: Whatever Happened to the Caped Crusader? incluindo Batman #686; Detective Comics #853; Secret Origins #36; Secret Origins Special #1; e Batman Black and White #2, 128 páginas, Julho de 2009, ISBN 978-1401223038
- Batman: Gotham Shall Be Judged incluindo Azrael #14–18, Batman #708 e 709, Red Robin #22 e Gotham City Sirens #22, 200 páginas, Abril de 2012, ISBN 978-1401233785[109]
- Batman: Night of the Monster Men incluindo Batman #7–8, Nightwing #5–6 e Detective Comics #941–942, 144 páginas, Outubro de 2017, ISBN 978-1401274313
- Batman/The Flash: The Button incluindo Batman #21–22 e The Flash #21–22, 104 páginas, Outubro de 2017, ISBN 978-1401276447

### Outros
- A Lonely Place of Dying: inclui Batman #440 – 442 e The New Titans #60 – 61, 116 páginas, Fevereiro de 1990, ISBN 978-0930289638

## Publicações brasileiras
Batman fez sua estréia no país em Dezembro de 1940 no suplemento Lobinho 7 publicado pela editora Grandes Consórcios de Suplementos Nacionais do jornalista Adolfo Aizen. Em 1945, passa a ser publicado na revista O Guri dos Diários Associados e logo em seguida em O Globo Juvenil do jornal O Globo, em Mírim de Grandes Consórcios  e em Shazam do O Globo, revista do Capitão Marvel (que na época ainda pertencia a Fawcett Comics) e Superman da EBAL (outra editora criada por Adolfo Aizen).

## Séries da EBAL

### Primeira Série (1953-1961)
A EBAL inicia o primeiro título solo do Batman em Março de 1953. A série era publicada em formato americano, em preto e branco, e teve a numeração interrompida no número 100, em Junho de 1961.

### Segunda Série (1961-1969)
Seguindo uma das políticas editoriais da EBAL, o título do Batman teve a numeração reiniciada (de modo geral, a numeração voltava ao número 1 logo após a edição 100 dos títulos mensais), tendo a sua primeira edição lançada em Julho de 1961. A série continuou a ser publicada mensalmente nos mesmos moldes da série anterior, até chegar à centésima edição, em Outubro de 1969.

### Terceira Série (1969-1977)
Essa série teve a sua primeira edição lançada logo após o fim da outra, em Novembro de 1969. A série continuou a ser publicada mensalmente em preto-e-branco e com formato americano, mas, ao contrário das duas séries anteriores, essa teve a sua numeração interrompida na edição de número 89, em Março de 1977.

### Quarta Série (1977-1979)
A última série do homem-morcego pela EBAL teve o seu primeiro número lançado em Abril de 1977. Durante essa época, o mercado de HQs estava com sérias quedas nas vendas, principalmente na Década de 70. A sua última edição foi a número 29, publicada em Dezembro de 1979.

### Série Formatinho (1976-1983)
Embora pudesse ser considerada uma Quarta Série do Batman pela EBAL, essa série (que começou a ser publicada paralelamente com a terceira, e também com a Quarta) é mais conhecida como "Série Formatinho", por conta do formato diferente das demais séries (nessa época, a editora passou a publicar boa parte de seus títulos nesse formato, com exceção das edições especiais de luxo). Ela teve a sua primeira edição lançada em Junho de 1976 (quando a terceira série estava na edição 80), e terminou de forma definitiva com os títulos do Batman no número 70, em Outubro de 1983 (mês em que foram publicadas as últimas edições dos super-heróis da DC Comics pela EBAL).

## Série da editora Abril

### Primeira série (1984-1985)
Ao iniciar as publicações da linha DC Comics, a Abril lançou essa série, em Julho de 1984, com diversos outros personagens que dividiam o espaço da publicação. Teve poucas edições lançadas antes de seu cancelamento, já no ano seguinte, com 10 edições publicadas. a mini-série Camelot 3000 teve seus primeiros números publicados nessa revista.
| Edição e Data de publicação | 1ª História                                                     | 2ª História                                               | 3ª História                                                     | 4ª História                                                    | 5ª História                                                |
| --------------------------- | --------------------------------------------------------------- | --------------------------------------------------------- | --------------------------------------------------------------- | -------------------------------------------------------------- | ---------------------------------------------------------- |
| # 01 (Jul 1984)             | A vingança do Coringa Batman (1940) # 251                       | O Caçador Detective Comics (1937) # 437                   | O Beco do Crime Detective Comics (1937) # 457                   | Contrato assassino Action Comics (1938) # 419                  | Morte escarlate The Brave And The Bold (1955) # 93         |
| # 02 (Ago 1984)             | A noite do lobo Batman (1940) # 255                             | Dossiê Caçador Detective Comics (1937) # 438              | A volta de um rei Camelot 3000 (1982) # 1                       | Contrato assassino Batman Family (1975) # 19                   | -----                                                      |
| # 03 (Set 1984)             | A morte tem duas caras The Brave And The Bold (1955) # 106      | A ressurreição de Paul Kirk Detective Comics (1937) # 439 | Consagração Camelot 3000 (1982) # 2                             | O mais incomum dos heróis Ragman (1976) # 4                    | Tumbas vazias Detective Comics (1937) # 395                |
| # 04 (Out 1984)             | Ceifador! Batman (1940) # 237                                   | Rebeldia Detective Comics (1937) # 440                    | A busca Camelot 3000 (1982) # 3                                 | No covil dos mercadores da morte Detective Comics (1937) # 411 | -----                                                      |
| # 05 (Nov 1984)             | A filha do Demônio Batman (1940) # 232                          | A catedral da morte Detective Comics (1937) # 441         | Um espectro nas sombras Justice League of America (1960) # 105  | Sede de vingança Batman (1940) # 235                           | -----                                                      |
| # 06 (Dez 1984)             | Noite infeliz Batman (1940) # 239                               | Duelo de mestres Detective Comics (1937) # 442            | Meu amigo, meu assassino Justice League of America (1960) # 106 | Feliz natal… E um perigoso ano-novo! Batman (1940) # 247       | -----                                                      |
| # 07 (Jan 1985)             | Crepúsculo dos deuses! Detective Comics (1937) # 443            | Detalhe incriminador Batman (1940) # 347                  | Ataque à Nova Camelot Camelot 3000 (1982) # 4                   | Um crime às claras Batman (1940) # 341                         | A mansão dos desalmados The Brave And The Bold (1955) # 98 |
| # 08 (Fev 1985)             | Corações e mentes! Batman (1940) # 240                          | A história de Morgana Le Fey Camelot 3000 (1982) # 5      | Túmulo vazio Strange Adventures (1950) # 205                    | A maldição do morcego Detective Comics (1937) # 400            | -----                                                      |
| # 09 (Mar 1985)             | A origem da fantástica dupla World's Finest Comics (1941) # 271 | Quem será meu assassino? Strange Adventures (1950) # 206  | Descanse em paz, Bruce Wayne! Batman (1940) # 242               | -----                                                          | -----                                                      |
| # 10 (Abr 1985)             | Prelúdio do fim Batman (1940) # 243                             | O Demônio vive! Batman (1940) # 244                       | Morte na selva Action Comics (1938) # 420                       | Funeral (Casamento) real Camelot 3000 (1982) # 6               | -----                                                      |

### Segunda série (1987-1988)
Após o lançamento da histórica mini-série O Cavaleiro das Trevas, Batman ganhou uma segunda série no Brasil (que teve o primeiro número lançado em Setembro de 1987, com 84 páginas e formatinho. Entre outros eventos, essa série mostra Dick Grayson deixando de ser Robin, e a estréia de Jason Todd (o segundo Robin), em sua versão Pós Crise nas Infinitas Terras. Apesar de ter tido mais edições que o anterior, este também foi cancelado com pouco mais de um ano de publicação, no número 16, em Dezembro de 1988.
| Edição e Data de publicação | 1ª História | 2ª História                                               | 3ª História                                                          |
| --------------------------- | --- | --------------------------------------------------------- | -------------------------------------------------------------------- |
| # 01 (Set 1987)             | Batman: Ano Um - Parte 1 Quem eu sou e como vim a ser Batman (1940) # 404 | O funeral Saga of Swamp Thing (1982) # 28                 | Jogo do amor Vigilante (1983) # 4                                    |
| # 02 (Out 1987)             | Batman: Ano Um - Parte 2 Declaração de guerra Batman (1940) # 405 | O começo do fim Question (1987) # 1                       | Crime & castigo The Shadow (1986) # 1                                |
| # 03 (Nov 1987)             | Batman: Ano Um - Parte 3 A aurora negra Batman (1940) # 406 | Borboleta Question (1987) # 2                             | Crime & castigo - Parte 2 The Shadow (1986) # 2                      |
| # 04 (Dez 1987)             | Batman: Ano Um - Parte 4 Amigo em apuros Batman (1940) # 407 | Crianças… Question (1987) # 3                             | Crime & castigo - Parte 3 The Shadow (1986) # 3                      |
| # 05 (Jan 1988)             | O Cavaleiro Negro Batman (1940) # 393 | O sacrifício Question (1987) # 4                          | Crime & castigo - Conclusão The Shadow (1986) # 4                    |
| # 06 (Fev 1988)             | Águas revoltas Batman (1940) # 394 | Paisagem urbano, inferno urbano Question (1987) # 5       | Barro mortal Batman Annual (1982) # 11                               |
| # 07 (Mar 1988)             | Batman: Ano Dois - Parte 1 O medo do Ceifador Detective Comics (1937) # 575 | Batman: Ano Dois - Parte 2 Detective Comics (1937)# 576   | Chuva ácida Question (1987) # 6                                      |
| # 08 (Abr 1988)             | Batman: Ano Dois - Parte 3 Aliados mortais Detective Comics (1937)# 577 | Batman: Ano Dois - Conclusão Detective Comics (1937)# 578 | Luzes e sombras The Shadow (1987) # 1                                |
| # 09 (Mai 1988)             | A noite em que Robin morreu! Batman (1940) # 408 | No Beco do Crime! Batman (1940) # 409                     | Luzes e sombras - Parte 2: Morte lenta The Shadow (1987) # 2         |
| # 10 (Jun 1988)             | sem título Batman (1940) # 402 | Dois são demais Batman (1940) # 403                       | Sobrevivente Question (1987) # 7                                     |
| # 11 (Jul 1988)             | Um pássaro na mão… Batman (1940) # 401 | Falcões! Detective Comics (1937) # 568                    | Luzes e sombras - Parte 3: Apóstolos de fogo The Shadow (1987) # 3   |
| # 12 (\|Ago 1988)           | Como pegar um gato Detective Comics (1937) # 569 | Quem ri por último… Detective Comics (1937) # 570         | Luzes e sombras - Parte 4: Equilíbrio de poder The Shadow (1987) # 4 |
| # 13 (Set 1988)             | O livro do Juízo Final Detective Comics (1937) # 571 | Ave enamorada Batman Annual (1982) # 11                   | -----                                                                |
| # 14 (Out 1988)             | Medo à venda Detective Comics (1937) # 571 | Chapéu pra que te quero! Detective Comics (1937) # 573    | Luzes e sombras - Parte 5: Graça divina The Shadow (1987) # 5        |
| # 15 (Nov 1988)             | "… Meu início… e meu provável fim!" Detective Comics (1937) # 574 | A próxima vítima! Batman (1940) # 414                     | Luzes e sombras - Parte 6: Drama passional The Shadow (1987) # 6     |
| # 16 (Dez 1988)             | As Quatro Faces de Batman 1ª face: Fim da infância; 2ª face: O Vingador - Sangue inocente; 3ª face: O Detetive - Morte por dupla culpa; 4ª face: O Homem - Histórias! Batman Annual (1982) # 9 | sem título DC Special Blue Ribbon Digest (1980) # 23      | Momento de verdade! Batman (1940) # 416                              |

### Terceira série (1990-1992)
Essa nova tentativa veio durante a enorme repercussão do primeiro filme do Batman nas telas do cinema. Contando com o formato americano e 52 páginas, o título publicava histórias do escritor Alan Grant (que escrevia o título Detective Comics na época) e de Marv Wolfman (que escrevia Batman). O título mostrou as repercussões do surgimento do terceiro Robin (que estreou no título Os Novos Titãs, que também estava sendo escrito por Marv Wolfman). Com mais de dois anos de publicação, a revista iniciou-se na edição # 00 (publicada como um encarte em Superalmanaque DC # 01, em Janeiro de 1990), tendo sua última edição no # 29 (em Julho de 1992).
| Edição | 1ª História                                                                         | 2ª História                                                                                    | Data de publicação |
| ------ | ----------------------------------------------------------------------------------- | ---------------------------------------------------------------------------------------------- | ------------------ |
| # 00   | Desejo fatal Batman (1940) # 430                                                    | As Muitas Mortes do Batman - Parte 1 Tempo de lamentações Batman (1940) # 433                  | Jan 1990           |
| # 01   | As Muitas Mortes do Batman - Parte 1 Tempo de lamentações Batman (1940) # 433       | As Muitas Mortes do Batman - Parte 2 Quantas vezes um morcego pode morrer? Batman (1940) # 434 | Fev 1990           |
| # 02   | As Muitas Mortes do Batman - Parte 3 A última morte de Batman Batman (1940) # 435   | Um morcego americano em Londres Detective Comics (1937) # 590                                  | Mar 1990           |
| # 03   | Faces Batman Annual (1982) # 13                                                     | Esperando a minha deixa Batman Annual (1982) # 13                                              | Abr 1990           |
| # 04   | Batman: Ano Três - Parte 1: Caminhos Diferentes Batman (1940) # 436                 | Batman: Ano Três - Parte 2: Mudanças feitas Batman (1940) # 437                                | Mai 1990           |
| # 05   | Batman: Ano Três - Parte 3: Reviravolta Batman (1940) # 438                         | Batman: Ano Três - Parte 4: Resoluções Batman (1940) # 439                                     | Jun 1990           |
| # 06   | Tulpa - Parte 1: Criador de monstros Detective Comics (1937) # 601                  | Tulpa - Parte 2: Movimentos noturnos Detective Comics (1937) # 602                             | Jul 1990           |
| # 07   | Tulpa - Parte 3: Demônios em fúria Detective Comics (1937) # 603                    | Raptado em 4 de Julho Batman (1940) # 432                                                      | Ago 1990           |
| # 08   | Quadra de Lama - Parte 1: Homens de barro Detective Comics (1937) # 604             | Quadra de Lama - Parte 2: Alma de aço, pés de barro Detective Comics (1937) # 605              | Set 1990           |
| # 09   | Quadra de Lama - Parte 3: Barro assassino! Detective Comics (1937) # 606            | Quadra de Lama - Parte 4: Síndrome do barro da China Detective Comics (1937) # 607             | Out 1990           |
| # 10   | Neve e Gelo - Parte 1: Ode a um pingüim Detective Comics (1937) # 610               | Neve e Gelo - Parte 2: Pássaro agourento Detective Comics (1937) # 611                         | Nov 1990           |
| # 11   | Anarquista em Gotham City - Parte 1: Cartas ao editor Detective Comics (1937) # 608 | Anarquista em Gotham City - Parte 2: Fatos sobre morcegos Detective Comics (1937) # 609        | Dez 1990           |
| # 12   | Segredos de sangue Detective Comics Annual (1988) # 2                               | -----                                                                                          | Jan 1991           |
| # 13   | Gatos Detective Comics (1937) # 608                                                 | Aborígine! Detective Comics (1937) # 591                                                       | Fev 1991           |
| # 14   | Lixo Detective Comics (1937) # 613                                                  | O Projeto Pingüim - Parte 1: Peões Batman (1940) # 448                                         | Mar 1991           |
| # 15   | O Projeto Pingüim - Parte 2: Pássaros de mau agouro Detective Comics (1937) # 615   | O Projeto Pingüim - Parte 3: A vingança alada Batman (1940) # 449                              | Abr 1991           |
| # 16   | Assassino de pedra Detective Comics (1937) # 616                                    | Confronto de símbolos Detective Comics (1937) # 617                                            | Mai 1991           |
| # 17   | Carta fora do baralho Batman (1940) # 450                                           | Julgamentos Batman (1940) # 451                                                                | Jun 1991           |
| # 18   | Cavaleiro das Trevas, Cidade das Trevas - Parte 1 Batman (1940) # 452               | Cavaleiro das Trevas, Cidade das Trevas - Parte 2 Batman (1940) # 453                          | Jul 1991           |
| # 19   | Cavaleiro das Trevas, Cidade das Trevas - Parte 3 Batman (1940) # 454               | Demônios da rua Detective Comics (1937) # 614                                                  | Ago 1991           |
| # 20   | Ritual de Passagem - Parte 1: Sombra no Sol Detective Comics (1937) # 618           | Ritual de Passagem - Parte 2: Fé cega Detective Comics (1937) # 619                            | Set 1991           |
| # 21   | Ritual de Passagem - Parte 3: Faça de mim um herói Detective Comics (1937) # 620    | Ritual de Passagem - Parte 4: Julgamento pelo fogo Detective Comics (1937) # 621               | Out 1991           |
| # 22   | Monstros noturnos Batman (1940) # 458                                               | Gênese negra Detective Comics (1937) # 622                                                     | Nov 1991           |
| # 23   | Morte da inocência Detective Comics (1937) # 623                                    | Amarga vitória1 Detective Comics (1937) # 624                                                  | Dez 1991           |
| # 24   | Matadouro! Detective Comics (1937) # 625                                            | Crise de identidade - Parte 1 Batman (1940) # 455                                              | Jan 1992           |
| # 25   | Crise de identidade - Parte 2: Sem medo das conseqüências Batman (1940) # 456       | O mestre do medo Batman (1940) # 457                                                           | Fev 1992           |
| # 26   | Sábado à noite no cinema Batman (1940) # 459                                        | Corações Detective Comics (1937) # 628                                                         | Mar 1992           |
| # 27   | Irmãs de Armas - Parte 1: O mundo é dos homens Batman (1940) # 460                  | Irmãs de Armas - Parte 2: A noite das damas Batman (1940) # 461                                | Abr 1992           |
| # 28   | Grama faminta Detective Comics (1937) # 629                                         | O Espírito da Fera - Parte 1: Viver e morrer na Califórnia Batman (1940) # 462                 | Mai 1992           |
| # 29   | O Espírito da Fera - Parte 2: Fantasma Batman (1940) # 463                          | O Espírito da Fera - Parte 3: Sacrifício Batman (1940) # 464                                   | Jun 1992           |

### Quarta série (1994-1996)
Durante a época de mega-eventos nos anos 90, o Batman teve a sua Queda, e a editora lançou novamente uma série. Antes dessa ser lançada, Batman já era publicado em Liga da Justiça e Batman. Dessa vez, a série teve uma sobrevida bem maior, tendo sido cancelada por conta da saga chamada Zero hora, no número 19, logo após o fim da Queda do Morcego.
Em 1996, a edição nº 1 desta série da revista ganhou o Troféu HQ Mix de "melhor edição especial" devido ao arco "A queda do morcego / A vitória de Bane"
| Edição e Data de publicação | 1ª História | 2ª História                                                                                           | 3ª História |
| --------------------------- | --- | --- | --- |
| # 01 (Mar 1995)             | Batman: A Queda do Morcego Lágrimas de crocodilo Batman (1940) # 494-495; Detective Comics (1937) # 660-661        | Batman: A Queda do Morcego O fundo do poço Batman (1940) # 496-497; Detective Comics (1937) # 662-663 | ----- |
| # 02 (Abr 1995)             | Batman: A Queda do Morcego Batman & Duas-Caras - Parte 1: Traição Showcase '93 (1993) # 7                          | Batman: A Queda do Morcego Batman & Duas-Caras - Parte 2: Mau Julgamento Showcase '93 (1993) # 8      | Batman: A Queda do Morcego - Cavaleiros nas trevas Batman (1940) # 498 Uma noite dos diabos Showcase '93 (1993) # 12 |
| # 03 (Mai 1995)             | Batman: A Queda do Morcego O deus do medo Batman: Shadow of The Bat (1992) # 16-18                                 | -----                                                                                                 | ----- |
| # 04 (Jun 1995)             | Batman: A Queda do Morcego Anjo negro Batman (1940) # 500; Detective Comics (1937) # 666                           | -----                                                                                                 | ----- |
| # 05 (Jul 1995)             | Batman: A Cruzada - Codinome: Mekros Batman (1940) # 501-502                                                       | Sinais Vitais - Parte 2: Caças e Caçadores Catwoman (1993) # 2                                        | ----- |
| # 06 (Ago 1995)             | Batman: A Cruzada - A lei de Talião Batman: Shadow of The Bat (1992) # 19-20                                       | Sinais Vitais - Parte 4: Círculo vicioso Catwoman (1993) # 4                                          | ----- |
| # 07 (Set 1995)             | Batman: A Cruzada - Leste selvagem Detective Comics (1937) # 667-668                                               | Batman: A Queda do Morcego Contos do Arkham: Loucos além das águas Showcase '94 (1994) # 3-4          | ----- |
| # 08 (Out 1995)             | Batman: A Cruzada - O bebê de Rosemary Batman: Shadow of The Bat (1992) # 24                                       | Batman: A Cruzada - Casos frios Detective Comics (1937) # 669                                         | Batman: A Cruzada - O domador da cidade Detective Comics (1937) # 670                                                |
| # 09 (Nov 1995)             | Batman: A cruzada - A noite se faz mulher Batman (1940) # 503                                                      | Batman: A Cruzada - Dança negra Batman (1940) # 501-504                                               | Química do corpo Catwoman (1993) # 7                                                                                 |
| # 10 (Dez 1995)             | Batman: A cruzada - Malévolo maníaco Batman (1940) # 506-507                                                       | Sem pistas Robin (1993) # 3                                                                           | ----- |
| # 11 (Jan 1996)             | Batman: A cruzada - Criaturas de barro Batman: Shadow of The Bat (1992) # 26-27                                    | Sufoco Robin (1993) # 4                                                                               | ----- |
| # 12 (Fev 1996)             | Batman: A cruzada - Entra o falcão Detective Comics (1937) # 674                                                   | Sem ar Robin (1993) # 5                                                                               | Batman: A cruzada - Restos mortais Batman (1940) # 508                                                               |
| # 13 (Mar 1996)             | Batman: A cruzada - Uma longa noite de trevas Batman: Shadow of The Bat (1992) # 28                                | Batman: A cruzada - Duelo à meia-noite Detective Comics (1937) # 675                                  | Zefyr Catwoman (1993) # 8                                                                                            |
| # 14 (Abr 1996)             | O retorno do Morcego Batman (1940) # 509                                                                           | Terra feliz Catwoman (1993) # 9                                                                       | Estrela cadente Catwoman (1993) # 10                                                                                 |
| # 15 (Mai 1996)             | O retorno do Morcego - Ninjas demais Batman: Legends of The Dark Knight (1989) # 62; Detective Comics (1937) # 676 | Homens de lata Catwoman (1993) # 11                                                                   | ----- |
| # 16 (Jun 1996)             | O retorno do Morcego - Fogo no céu Catwoman (1993) # 12                                                            | O retorno do Morcego - Quando cavaleiros se encontram Batman (1940) # 510                             | O retorno do morcego - Cavaleiros selvagens Batman: Shadow of The Bat (1992) # 30                                    |
| # 17 (Jul 1996)             | O Triunfo Robin (1993) # 9                                                                                         | Peixe-gato Catwoman (1993) # 13                                                                       | Problemas familiares Justice League International (1987) # 67                                                        |
| # 18 (Ago 1996)             | Hera Venenosa Batman: Shadow of The Bat Annual # 3                                                                 | "Aquele que hesita..." Green Arrow (1988) # 90                                                        | ----- |
| # 19 (Set 1996)             | Um mordomo de outro mundo Batman: Shadow of The Bat # 31                                                           | Espelhos quebrados Catwoman (1993) # 14                                                               | Dois pássaros com uma pedrada só Robin (1993) # 10                                                                   |

### Quinta série (1996-2000)
Logo após Zero Hora, Batman foi lançado a partir do #00 (juntamente com Batman: Vigilantes de Gotham), mostrando diversos eventos e mudanças, até o número 45, em plena saga Terra de Ninguém.
| Edição e Data de publicação | 1ª História                                                                                                | 2ª História                                                                                                 | 3ª História                                                                                 | 4ª História |
| --------------------------- | --- | --- | ------------------------------------------------------------------------------------------- | --- |
| # 00 (Out 1996)             | Escolha de armas Detective Comics (1937) # 0                                                               | Ponto de vista Batman: Legends of The Dark Knight (1989) # 0                                                | Sombras felinas Catwoman (1993) # 0                                                         | ---- |
| # 01 (Nov 1996)             | Filho Pródigo - Parte 2 Batman: Shadow of The Bat (1992) # 32                                              | Filho Pródigo - Parte 3: O fator praga Detective Comics (1937) # 679                                        | Gata encurralada Catwoman (1993) # 15                                                       | ---- |
| # 02 (Dez 1996)             | Filho Pródigo - Parte 6: Rebelião Batman: Shadow of The Bat (1992) # 33                                    | Filho Pródigo - Parte 7: História repetida Detective Comics (1937) # 680                                    | A coroa do Rei Cisne Catwoman (1993) # 16                                                   | ---- |
| # 03 (Jan 1997)             | Filho Pródigo - Parte 10: A vingança do Talião Batman: Shadow of The Bat (1992) # 34                       | Filho Pródigo - Parte 11: Cavaleiro sem armadura Detective Comics (1937) # 681                              | Filho Pródigo - Parte 12: Asas sobre Gotham Robin (1993) # 13                               | ---- |
| # 04 (Fev 1997)             | O relógio do juízo final Detective Comics (1937) # 682                                                     | Detonador de cidade Robin (1993) # 14                                                                       | Uma ladra em Paris Catwoman (1993) # 17                                                     | ---- |
| # 05 (Mar 1997)             | Adormecida Batman (1940) # 516 & 517                                                                       | Lá vai a noiva Catwoman (1993) # 18                                                                         | Fuga Showcase '95 (1995) # 11                                                               | ---- |
| # 06 (Abr 1997)             | Contra todas as chances Detective Comics (1937) # 683                                                      | Parte 2: O dia mais escuro Detective Comics (1937) # 684                                                    | O amanhã a nós pertence Batman Chronicles (1995) # 1                                        | Gata selvagem Catwoman (1993) # 19 |
| # 07 (Mai 1997)             | Máscara Negra: O rosto da aranha Batman (1940) # 518 & 519                                                 | Morcego humano Showcase '94 (1994) # 11                                                                     | Pouca informação Showcase '94 (1994) # 12                                                   | ---- |
| # 08 (Jun 1997)             | Guerra de dragões - Parte um: Dragão de ferro Detective Comics (1937) # 685                                | Guerra de dragões - Parte dois: Os dragões de seda Robin (1993) # 17                                        | Guerra de dragões - Parte três: O dragão alado Detective Comics (1937) # 686                | Sem temer homem algum Showcase '95 (1995) # 4                                                                                                |
| # 09 (Jul 1997)             | Maré vermelha Detective Comics (1937) # 687                                                                | Correnteza Detective Comics (1937) # 688                                                                    | Cinema marginal Catwoman (1993) # 21                                                        | ---- |
| # 10 (Ago 1997)             | Crocodilo: Expresso para a escuridão Batman (1940) # 521                                                   | Monstros do pântano Batman (1940) # 522                                                                     | A morte como prêmio - A origem secreta do sr. Zsasz Batman Chronicles (1995) # 3            | O rato que roeu Gotham Robin (1993) # 18 |
| # 11 (Set 1997)             | Coração ardente Detective Comics (1937) # 689                                                              | Amor ardente Detective Comics (1937) # 690                                                                  | Casa maluca Catwoman (1993) # 25                                                            | ---- |
| # 12 (Out 1997)             | Espantalho - Parte um: As asas negras do medo Batman (1940) # 523                                          | Espantalho - Parte dois: Mentes assombradas Batman (1940) # 524                                             | Fazendo compras Batman Chronicles (1995) # 2                                                | Eu fui um ninja júnior! Robin (1993) # 22 |
| # 13 (Nov 1997)             | Ativo congelado Batman (1940) # 525                                                                        | Metamorfose Robin (1993) # 23                                                                               | Insetos e violência Robin (1993) # 24                                                       | ---- |
| # 14 (Dez 1997)             | A redenção Batman: Vengeance of Bane II (1995)                                                             | Correnteza Batman (1940) # 526                                                                              | ----                                                                                        | ---- |
| # 15 (Jan 1998)             | As duas faces do medo Batman (1940) # 527                                                                  | As duas faces do medo - Parte dois Batman (1940) # 528                                                      | A ascensão de Azrael Azrael (1995) # 12                                                     | ---- |
| # 16 (Fev 1998)             | Choque sistêmico Detective Comics (1937) # 693                                                             | Reações violentas Detective Comics (1937) # 694                                                             | Tempo demoníaco - Parte 2: Vingança Azrael (1995) # 14                                      | ---- |
| # 17 (Mar 1998)             | Contágio - Parte 4: Última esperança Catwoman (1993) # 31                                                  | Contágio - Parte 5: Requiém para um imortal Azrael (1995) # 15                                              | Contágio - Parte 6: Lágrimas de sangue Batman (1940) # 529                                  | ---- |
| # 18 (Abr 1998)             | Contágio - Parte 11: Banquete de mendingo Batman Chronicles (1995) # 4                                     | Contágio - Parte 12: Viver e morrer em Gotham Azrael (1995) # 16 & Catwoman (1993) # 32 & Robin (1993) # 28 | ----                                                                                        | ---- |
| # 19 (Mai 1998)             | Encarcerados Detective Comics (1937) # 697                                                                 | A tumba Detective Comics (1937) # 698                                                                       | Provações Catwoman (1993) # 34                                                              | ---- |
| # 20 (Jun 1998)             | Fuga do inferno Detective Comics (1937) # 699                                                              | Velocidade máxima Robin (1993) # 31                                                                         | O templo das provações Catwoman (1993) # 35                                                 | Dupla explosiva Batman Chronicles (1995) # 7                                                                                                 |
| # 21 (Jul 1998)             | O Legado do Demônio - Parte 4: Gentil inimigo Catwoman (1993) # 36                                         | O Legado do Demônio - Parte 5: Busca frenética Robin (1993) # 32                                            | O Legado do Demônio - Parte 6: O poder dos pictos Batman: Shadow of The Bat (1992) # 54     | ---- |
| # 22 (Ago 1998)             | O Legado do Demônio - Parte 9: Maremoto Robin (1993) # 33                                                  | O Legado do Demônio - Parte 10: Uma segunda chance Detective Comics (1937) # 702                            | Anjo em chamas - Segunda parte: O inimigo entre nós Azrael (1995) # 18                      | ---- |
| # 23 (Set 1998)             | O mata matador - Parte um: Ave da tempestade Batman: Shadow of The Bat (1992) # 59                         | O mata matador - Parte dois: O velho e o mar Batman: Shadow of The Bat (1992) # 60                          | Prece de fogo Azrael (1995) # 20                                                            | ---- |
| # 24 (Out 1998)             | O espectro da vingança Batman (1940) # 540 & #541                                                          | Assalto em família Catwoman (1993) # 29                                                                     | ----                                                                                        | ---- |
| # 25 (Nov 1998)             | Janus - Parte um: Dois é bom, três são cadáveres Batman: Shadow of The Bat (1992) # 62                     | Janus - Parte dois: Dois e dois são... Batman: Shadow of The Bat (1992) # 63                                | Passado roubado Catwoman (1993) # 41                                                        | Fruto da paixão Batman Chronicles (1995) # 9                                                                                                 |
| # 26 (Dez 1998)             | Presente de núpcias Batman: Shadow of The Bat (1992) # 64                                                  | Tudo a seu tempo! Robin (1993) # 40                                                                         | Coração indomável Robin (1993) # 41                                                         | ---- |
| # 27 (Jan 1999)             | Ilusões - Parte um: Quanto mais alto... Batman: Shadow of The Bat (1992) # 65                              | Ilusões - Parte dois: ...Maior a queda Batman: Shadow of The Bat (1992) # 66                                | Ilusões - Parte três: Controlador e trapaça Batman: Shadow of The Bat (1992) # 67           | Dupla ameaça Batman Chronicles (1995) # 8 |
| # 28 (Fev 1999)             | A loteria da morte Detective Comics (1937) # 708 # 709 #710                                                | Apenas sobremesas Batman Chronicles (1995) # 9                                                              | ----                                                                                        | ---- |
| # 29 (Mar 1999)             | Um mundo para queimar Detective Comics (1937) # 714 # 715                                                  | Saída noturna Detective Comics (1937) # 711                                                                 | Anjo escondido - Parte dois Azrael (1995) # 22                                              | ---- |
| # 30 (Abr 1999)             | Metal selvagem Detective Comics (1937) # 717 # 718                                                         | A queda de São Dumas Azrael (1995) # 25 #26                                                                 | ----                                                                                        | ---- |
| # 31 (Mai 1999)             | Contrato com a morte Batman: Shadow of The Bat (1992) # 68                                                 | A velocidade da vida Robin (1993) # 49                                                                      | Batalha com um pássaro Azrael (1995) # 37 # 38                                              | ---- |
| # 32 (Jun 1999)             | Robin - Dia um Batman Chronicles: The Gauntlet (1997)                                                      | Entre tiros e beijos Robin (1993) # 51                                                                      | Som e fúria Detective Comics (1937) # 719                                                   | ---- |
| # 33 (Jul 1999)             | Terremoto - Parte 5: O primeiro e último Detective Comics (1937) # 720                                     | Terremoto - Parte 6: Ilha de homens Batman: Blackgate - Isle of Men (1998)                                  | Terremoto - Me ame duas vezes Batman Chronicles (1995) # 12                                 | Tribunal Robin (1993) # 52 |
| # 34 (Ago 1999)             | Terremoto - Parte 11: Mestre da destruição Batman (1940) # 554                                             | Terremoto - Parte 12: Contos de loucura Batman - Arkham Asylum: Tales of Madness (1998)                     | Terremoto - Castelo de cartas Batman Chronicles (1995) # 12                                 | Terremoto - Parte 13: Você colhe o que plantou Catwoman (1993) # 57                                                                          |
| # 35 (Set 1999)             | Por fogo... ou por gelo? Batman: Shadow of The Bat (1992) # 75                                             | Morte lenta Batman: Shadow of The Bat (1992) # 75                                                           | Presos como ratos Batman (1940) # 555                                                       | Repercussões Robin (1993) # 54 |
| # 36 (Out 1999)             | A Vingança da Irmandade - Parte 3: Punhos de macaco Robin (1993) # 55                                      | A Vingança da Irmandade - Parte 4: Revelações de papel Nightwing (1996) # 23                                | A Vingança da Irmandade - Parte 5: A vida emprestada Green Arrow (1988) # 135               | Lutar ou fugir Catwoman (1993) # 59 |
| # 37 (Nov 1999)             | Prova balística Batman (1940) # 557                                                                        | O dono da casa Batman Chronicles (1995) # 14                                                                | Males do amor Robin (1993) # 56                                                             | Cidade oprimida Detective Comics (1937) # 724                                                                                                |
| # 38 (Dez 1999)             | Cidade morta Batman (1940) # 559                                                                           | Ao final de mais um dia... Detective Comics (1937) # 725                                                    | Querem me enlouquecer... Batman Villains Secret Files & Origins (1998) # 1                  | Missão de fé Detective Comics (1937) # 726                                                                                                   |
| # 39 (Jan 2000)             | DC Um Milhão - Parte 20: Os Perigos do Planeta-Asilo Batman One Million (1998)                             | DC Um Milhão - Parte 21: Sete Milhões de Vidas Catwoman One Million (1998)                                  | DC Um Milhão - Parte 22: Planeta Infernal Robin One Million (1998)                          | DC Um Milhão - Parte 23: A Um Milhão por Hora Flash One Million (1998)                                                                       |
| # 40 (Fev 2000)             | Dicas e suposições - Afagando a gata Catwoman (1993) # 63                                                  | Dicas e suposições - Parte 2: Não é piada Catwoman (1993) # 64                                              | Dicas e suposições - Parte final: Encontro a três Catwoman (1993) # 65                      | Encontro marcado Robin (1993) # 57 |
| # 41 (Mar 2000)             | Prelúdio de Terra de ninguém - O homem de cera e o palhaço Batman: Shadow of The Bat (1992) # 80 # 81 # 82 | Aula de brutalidade Robin (1993) # 59                                                                       | ----                                                                                        | ---- |
| # 42 (Abr 2000)             | Caos ao quadrado Detective Comics (1937) # 728                                                             | O assassino! Robin (1993) # 61                                                                              | Pacto com o demônio! Batman (1940) # 562                                                    | 30 segundoa para a meia-noite Detective Comics (1937) # 729                                                                                  |
| # 43 (Mai 2000)             | Terra de Ninguém - Parte 2: Uma nova ordem sem lei - Estratégia Batman: Shadow of The Bat (1992) # 83      | Terra de Ninguém - Parte 3: Uma nova ordem sem lei - Táticas Batman (1940) # 563                            | Terra de Ninguém - Parte 4: Uma nova ordem sem lei - Linhagem Detective Comics (1937) # 730 | Entre as estrelas acima & abaixo Batman Chronicles (1995) # 15 Terra de Ninguém - Parte 5: Os confortos do lar Batman Chronicles (1995) # 16 |
| # 44 (Jun 2000)             | Terra de Ninguém - Parte 8: Medo da fé - Parte três: Vida no inferno Batman (1940) # 564                   | Terra de Ninguém - Parte 9: Medo da fé - Parte final: Não tema! Detective Comics (1937) # 731               | Terra de Ninguém - Parte 10: Ressureição Azrael: Agent of The Bat (1998) # 50               | Terra de Ninguém - Parte 11: sem título Azrael: Agent of The Bat (1998) # 51                                                                 |
| # 45 (Jul 2000)             | Terra de Ninguém - Parte 14: O morceguinho perdido Batman Chronicles (1995) # 17                           | Terra de Ninguém - Parte 15: Crise de identidade Batman Chronicles (1995) # 17                              | Pegando a gata no pulo Catwoman (1993) # 69                                                 | O dobro ou nada! Catwoman (1993) # 70 Elegia para Selina Kyle Catwoman (1993) # 71                                                           |

### Sexta série (2000-2002)
Essa nova série (chamada Super-heróis Premium) se inicia com formato americano, 160 páginas e papel de qualidade, assim como os demais títulos da Abril na época. Essa série durou 23 edições.
| Edição e Data de publicação | 1ª / 2ª Histórias | 3ª / 4ª Histórias | 5ª / 6ª Histórias | 7ª / 8ª Histórias                                                |
| --------------------------- | --- | --- | --- | ---------------------------------------------------------------- |
| # 01 (Ago 2000)             | Ligações perigosas Batman: Legends of The Dark Knight (1989) # 119 Na linha de frente Batman: Shadow of The Bat (1992) # 87                                    | A marca de Cain Batman (1940) # 567 Herança maldita Detective Comics (1937) # 734                                                   | Um evento abençoado Robin (1993) # 65 Volta ao lar Robin (1993) # 66                                                                                              | Caminho escuro Robin (1993) # 67                                 |
| # 02 (Set 2000)             | Batsquad Batman: Legends of The Dark Knight (1989) # 120 Guerra Sob As Ruas - Parte 1 Robin (1993) # 68                                                        | Guerra Sob As Ruas - Parte 2: Lobinhos Robin (1993) # 69 Guerra Sob As Ruas - Parte 3: Sobreviventes Robin (1993) # 70              | Fruta da Terra - Parte 1 Batman: Shadow of The Bat (1992) # 88 Fruta da Terra - Parte 2 Batman (1940) # 568                                                       | Fruta da Terra - Parte final Detective Comics (1937) # 735       |
| # 03 (Out 2000)             | Volta ao lar Detective Comics (1937) # 736 O Rei Batman: Shadow of The Bat (1992) # 89                                                                         | Eu cuido das docas Batman (1940) # 569 A missão Catwoman (1993) # 72                                                                | A noite do dia seguinte Azrael: Agent of The Bat (1998) # 56 Arrasado! Azrael: Agent of The Bat (1998) # 57                                                       | No ventre da fera Nightwing (1996) # 35                          |
| # 04 (Nov 2000)             | Arlequina Batman: Harley Quinn (1999) O visitante Batman (1940) # 566                                                                                          | Falso atalho Catwoman (1993) # 73 Nada mais do que tempo Nightwing (1996) # 36                                                      | Moeda espiritual Batman Chronicles (1995) # 18 | ----                                                             |
| # 05 (Dez 2000)             | O código - Parte um: Desrespeitando a lei Batman (1940) # 570 O código - Parte final Detective Comics (1937) # 737                                             | Um pequeno desvio Catwoman (1993) # 74 Jogo de poder Batman: Legends of The Dark Knight (1989) # 121                                | Fuga de Blackgate Nightwing (1996) # 37 "...onde as luzes são fracas" Batman: Legends of The Dark Knight (1989) # 122                                             | Um exemplo a ser seguido Batman: Shadow of The Bat (1992) # 90   |
| # 06 (Jan 2001)             | Ferrovia subterrânea - Parte um Batman: Legends of The Dark Knight (1989) # 123 Ferrovia subterrânea - Parte final Batman: Shadow of The Bat (1992) # 91       | No centro da cidade Parte 1: O cofre Batman (1940) # 571 No centro da cidade Parte final: O vândalo Detective Comics (1937) # 738   | Cara a cara Nightwing (1996) # 38 "A força das armas" Nightwing (1996) # 39                                                                                       | As regras Catwoman (1993) # 75                                   |
| # 07 (Fev 2001)             | Sem saída Batman: Legends of The Dark Knight (1989) # 124 Tempo seco Batman: Shadow of The Bat (1992) # 92                                                     | Jurisprudência - Parte um Batman (1940) # 572 Jurisprudência - Parte final Detective Comics (1937) # 739                            | Ponto de impacto Batman: No Man's Land (1999) # 0 | -----                                                            |
| # 08 (Mar 2001)             | Recuando Batman: Legends of The Dark Knight (1989) # 125 Reunião ministerial Batman: Shadow of The Bat (1992) # 93                                             | Evacuação Azrael: Agent of The Bat (1998) # 60 Jogo de xadrez - Parte 1 Batman (1940) # 573                                         | Jogo de xadrez - Parte final Detective Comics (1937) # 740 "Estranha parceria" Catwoman (1993) # 76                                                               | Acerto de contas Catwoman (1993) # 77                            |
| # 09 (Abr 2001)             | Fim de jogo - Parte um: Noite feliz noite de paz Batman: Legends of The Dark Knight (1989) # 126 Fim de jogo - Parte dois: Suave é a noite Batman (1940) # 574 | Fim de jogo - Parte três: Dormindo numa paz celestial... Azrael: Agent of The Bat (1998) # 61 & Detective Comics (1937) # 741       | Fim de jogo - Epílogo: Aos bons momentos passados Batman: Shadow of The Bat (1992) # 94 O primeiro dia do resto da sua vida! Azrael: Agent of The Bat (1998) # 62 | sem título Batman: Gotham City - Secret Files And Origins 2000   |
| # 10 (Mai 2001)             | Constantes Batman: Gotham Knights (2000) # 1 Os mortos honrados Detective Comics (1937) # 742                                                                  | A terra da liberdade Batman (1940) # 575 Mike e Allie Batman (1940) # 576                                                           | Encontro com um anjo Batman Chronicles (1995) # 19 "Os terremotistas" Azrael: Agent of The Bat (1998) # 63                                                        | O pior ainda está por vir! Robin (1993) # 74                     |
| # 11 (Jun 2001)             | Nos lugares escuros Batman (1940) # 576 Afundando com o navio Batman: Gotham Knights (2000) # 2                                                                | sem título' Batgirl (2000) # 1 A ira dos anjos Batman Chronicles (1995) # 20                                                        | Fugitivo Azrael: Agent of The Bat (1998) # 64 "sem título" Azrael: Agent of The Bat (1998) # 65                                                                   | Exilado Robin (1993) # 75                                        |
| # 12 (Jul 2001)             | Samsara Batman: Gotham Knights (2000) # 3 Samsara - Parte final Batman: Gotham Knights (2000) # 4                                                              | sem título Batgirl (2000) # 2 Asas sobre Brentwood Robin (1993) # 76                                                                | Escura é a noite Robin (1993) # 77 O rastreador"' Batman (1940) # 587                                                                                             | Parabéns a você... Detective Comics (1937) # 747                 |
| # 13 (Ago 2001)             | Evolução - Parte um Detective Comics (1937) # 743 Evolução - Parte dois Detective Comics (1937) # 744                                                          | Evolução - Parte três Detective Comics (1937) # 745 'Evolução - Parte final Detective Comics (1937) # 746                           | Três mortes para Arrakhat Robin (1993) # 78 Tempo de violência Robin (1993) # 79                                                                                  | -----                                                            |
| # 14 (Set 2001)             | sem título Batgirl (2000) # 3 sem título Batgirl (2000) # 4 | sem título Batgirl (2000) # 5 sem título Batgirl (2000) # 6                                                                         | Garotas Robin (1993) # 80 Nova ordem Azrael: Agent of The Bat (1998) # 66                                                                                         | Instinto maternal Azrael: Agent of The Bat (1998) # 67           |
| # 15 (Out 2001)             | Orca Batman (1940) # 579 No fundo do mar Batman (1940) # 580                                                                                                   | Sob as águas Batman (1940) # 581 Conflito Birds of Prey (1999) # 15                                                                 | A história do Coringa Birds of Prey (1999) # 16 Roleta nuclear Birds of Prey (1999) # 17                                                                          | Miragem Azrael: Agent of The Bat (1998) # 68                     |
| # 16 (Nov 2001)             | Reforma urbana - Parte um Detective Comics (1937) # 748 Reforma urbana - Parte final Detective Comics (1937) # 749                                             | Problemas pessoais Batman: Gotham Knights (2000) # 6 Oferenda Batman: Gotham Knights (2000) # 7                                     | A perseguição Azrael: Agent of The Bat (1998) # 69 Um enigma obtuso Robin (1993) # 81                                                                             | sem título Batgirl (2000) # 7                                    |
| # 17 (Dez 2001)             | Reforma urbana - Parte final Detective Comics (1937) # 749 Transferência - Parte dois Batman: Gotham Knights (2000) # 9                                        | Transferência - Parte três Batman: Gotham Knights (2000) # 10 Transferência - Parte final Batman: Gotham Knights (2000) # 11        | sem título Batgirl (2000) # 8 Sem medo de morrer - Parte 1 Batman (1940) # 582                                                                                    | Sem medo de morrer - Parte 2 Batman (1940) # 583                 |
| # 18 (Jan 2002)             | Dependência Detective Comics (1937) # 750 Batman & Batgirl - Parte 1 Batgirl (2000) # 9                                                                        | Batman & Batgirl - Parte final Batgirl (2000) # 11 Automotivo Batman Chronicles (1995) # 23                                         | A pessoa mais adequada Secret Files President Luthor (2000) Robin ano um Robin: Year One (2000) # 1                                                               | -----                                                            |
| # 19 (Jan 2002)             | Um passeio no parque Detective Comics (1937) # 751 Um passeio no parque - Parte 2 Detective Comics (1937) # 752                                                | Ninguém quer ser ninguém Batgirl (2000) # 10 Casa de Mujer-Gato Catwoman (1993) # 87                                                | No meio de uma noite fria Nightwing (1996) # 54 Robin ano um Robin: Year One (2000) # 2                                                                           | -----                                                            |
| # 20 (Fev 2002)             | Projeto noite escura Batman (1940) # 584 Medida por medida Batman (1940) # 585                                                                                 | Sonhos do Pingüim Batman (1940) # 586 sem título Batgirl (2000) # 16                                                                | Amor & morte Nightwing (1996) # 55 Robin ano um Robin: Year One (2000) # 3                                                                                        | -----                                                            |
| # 21 (Fev 2002)             | Tempo esgotado Detective Comics (1937) # 757 sem título Batgirl (2000) # 15                                                                                    | Robin ano um Robin: Year One (2000) # 4 Caçado Nightwing (1996) # 56                                                                | O passado não morre jamais Nightwing (1996) # 57 Um mundo de ódio Nightwing (1996) # 58                                                                           | -----                                                            |
| # 22 (Mar 2002)             | Policial ferido - Parte um Batman (1940) # 587 Policial ferido - Parte dois Robin (1993) # 86                                                                  | Policial ferido - Parte três Birds of Prey (1999) # 27 Policial ferido - Parte quatro Catwoman (1993) # 90                          | Policial ferido - Parte cinco Nightwing (1996) # 53 Policial ferido - Parte seis Detective Comics (1937) # 754                                                    | Policial ferido - Parte final Batman: Gotham Knights (2000) # 13 |
| # 23 (Mar 2002)             | Com este anel... Superman (1987) # 168 O senhor do anel Detective Comics (1937) # 756                                                                          | Até que a morte nos separe Batman: Turning Points (2001) # 1 De geração a geração, como um câncer Batman: Turning Points (2001) # 2 | Atormentado Batman: Turning Points (2001) # 3 Transformações Batman: Turning Points (2001) # 4                                                                    | Velho como as estrelas Batman: Turning Points (2001) # 5         |

### Sétima série (2002-2002)
Nessa última série, que foi parte da linha chamada Planeta DC, as histórias eram quinzenais, com 52 páginas e em formatinho. A tentativa não obteve muitos resultados, tendo durado apenas 5 números, encerrando assim mais de duas décadas de publicações da Editora Abril no setor de Super-heróis.

| Edição | 1ª História                                          | 2ª História                                                  | Data de publicação |
| ------ | ---------------------------------------------------- | ------------------------------------------------------------ | ------------------ |
| # 001  | Agenda Secreta Batman: Our Worlds At War (2001)      | Bandido em Preto e Branco Batman: Gotham Knights (2000) # 12 | Mai 2002           |
| # 002  | Tiro no Coração - parte um Batman (1940) # 592       | Tiro no Coração - parte dois Batman (1940) # 593             | Mai 2002           |
| # 003  | Santuário - parte um Batman (1940) # 594             | Santuário - parte final Batman (1940) # 595                  | Jun 2002           |
| # 004  | Matatoa - parte 1 Batman: Gotham Knights (2000) # 16 | Matatoa - parte 2 Batman: Gotham Knights (2000) # 17         | Jun 2002           |
| # 005  | Mente sobre matéria JLA (1997) # 57                  | Suspiro final JLA (1997) # 58                                | Jul 2002           |

## Série da editora Panini

### Primeira série (2002-2012)
A série do Batman passou a ser publicada pela Editora Panini, após a perda de direitos pela Editora Abril. Durou 115 edições.
| Edição e Data de publicação | 1ª História | 2ª História                                                                                                  | 3ª História | 4ª / 5ª História |
| --------------------------- | --- | --- | --- | --- |
| # 001 (Nov 2002)            | Desconhecido - Parte 1 Detective Comics (1937) # 758 | Desconhecido - Parte 2 Detective Comics (1937) # 759                                                         | Desconhecido - Parte 3 Detective Comics (1937) # 760                                                                           | Sombras do Passado Batman (1940) # 595 |
| # 002 (Jan 2003)            | Trinta dias Detective Comics (1937) # 761 | Transições Detective Comics (1937) # 762                                                                     | É o bicho! Batman: Gotham Knights (2000) # 22                                                                                  | Loucura da meia-noite Nightwing (1996) # 62 |
| # 003 (Fev 2003)            | La Cucilla Detective Comics (1937) # 763 | Cidade em Fogo Batman (1940) # 596                                                                           | O Livro dos Mortos Robin (1993) # 95                                                                                           | Corações Detective Comics (1937) # 764 |
| # 004 (Mar 2003)            | Caminhos tortuosos Batman (1940) # 597 | Medo do sucesso Batman: Gotham Knights (2000) # 23                                                           | Casa vazia Detective Comics (1937) # 765                                                                                       | No limite da corrupção Nightwing (1996) # 60 |
| # 005 (Abr 2003)            | Papai Noel está chegando Batman (1940) # 598 | Força letal Nightwing (1996) # 61                                                                            | Vermelho, pálido e azul Nightwing (1996) # 63                                                                                  | O demônio que você conhece Batman: Gotham Knights (2000) # 24 |
| # 006 (Mai 2003)            | Bruce Wayne: Assassino? - Enxugando gelo Batman The 10c Adventure # 1                                                                                    | Bruce Wayne: Assassino? Parte 1: Procedimento Detective Comics (1937) # 766                                  | Bruce Wayne: Assassino? Parte 2 Batgirl (2000) # 24                                                                            | Bruce Wayne: Assassino? Parte 3: A fuga! Nightwing (1996) # 65 |
| # 007 (Jun 2003)            | Bruce Wayne: Assassino? Parte 4: Sem saída Batman: Gotham Knights (2000) # 25                                                                            | Bruce Wayne: Assassino? Parte 5: Dentro do inferno Batman (1940) # 599                                       | Bruce Wayne: Assassino? Parte 6: Sem tempo Detective Comics (1937) # 767                                                       | Bruce Wayne: Assassino? Parte 7: Suspeitos insuspeitos Nightwing (1996) # 66                                                                                            |
| # 008 (Jul 2003)            | Bruce Wayne: Assassino? Parte 8: Inocente? Batman: Gotham Knights (2000) # 26                                                                            | Bruce Wayne: Assassino? Parte 9: Ziguezague Birds of Prey (1999) # 40                                        | Bruce Wayne: Fugitivo Parte 1: A cena do crime Batman (1940) # 600                                                             | "Mistério do Morcego Negro" Batman (1940) # 600 O Coringa tira o chapéu! Batman (1940) # 600                                                                            |
| # 009 (Ago 2003)            | Silêncio Parte 1: O resgate Batman (1940) # 608 | Hospício! Nightwing (1996) # 67                                                                              | Desejo de morte para dois Parte 1 Batman (1940) # 606                                                                          | Desejo de morte para dois Conclusão Batman (1940) # 607 |
| # 010 (Set 2003)            | Silêncio Parte 2: O amigo Batman (1940) # 609 | Penitência - Parte 1 Detective Comics (1937) # 773                                                           | Penitência - Parte 2 Detective Comics (1937) # 774                                                                             | Penitência - Parte 3 Detective Comics (1937) # 775 |
| # 011 (Out 2003)            | Silêncio Parte 3: A fera Batman (1940) # 610 | 24 Horas Batman: Gotham Knights (2000) # 32                                                                  | Tabula rasa Prólogo: "Inimigo em casa" Batman: Gotham Knights (2000) # 33                                                      | Tabula rasa Parte 1: Negócio de peles Batman: Gotham Knights (2000) # 34                                                                                                |
| # 012 (Nov 2003)            | Silêncio Parte 4: A cidade Batman (1940) # 611 | Tabula rasa Parte 2: Dor e tinta Batman: Gotham Knights (2000) # 35                                          | Órfão Detective Comics (1937) # 776                                                                                            | Batgirl Ano Um Parte 1: Baile de máscaras Batgirl Year One (2003) # 1                                                                                                   |
| # 013 (Dez 2003)            | Silêncio Parte 5: A batalha Batman (1940) # 612 | Tabula rasa Parte 3: Imagens Batman: Gotham Knights (2000) # 36                                              | Corpo de Delito - Parte um Detective Comics (1937) # 777                                                                       | Batgirl Ano Um Parte 2: Tempo Futuro Batgirl Year One (2003) # 2 |
| # 014 (Jan 2004)            | Silêncio Parte 6: A ópera Batman (1940) # 613 | Espaço da Saqueadora Batman: Gotham Knights (2000) # 37                                                      | Corpo de delito - Parte dois Detective Comics (1937) # 778                                                                     | Batgirl Ano Um Parte 3: Crepúsculo Batgirl Year One (2003) # 3 |
| # 015 (Fev 2004)            | Silêncio Parte 7: A piada Batman (1940) # 614 | O Ataque do Cavalo Parte 1: A rainha está morta Batman: Gotham Knights (2000) # 38                           | Corpo de delito - Parte três Detective Comics (1937) # 779                                                                     | Batgirl Ano Um Parte 4: Sob a superfície Batgirl Year One (2003) # 4 |
| # 016 (Mar 2004)            | Silêncio Parte 8: O morto Batman (1940) # 615 | O Ataque do Cavalo Parte 2: Rocada Batman: Gotham Knights (2000) # 39                                        | Corpo de delito - Parte quatro Detective Comics (1937) # 780                                                                   | Batgirl Ano Um Parte 5: A mariposa e a chama Batgirl Year One (2003) # 5                                                                                                |
| # 017 (Abr 2004)            | Silêncio Parte 9: Os assassinos Batman (1940) # 616 | O Ataque do Cavalo Parte 3: Xeque-mate Batman: Gotham Knights (2000) # 40                                    | Corpo de delito - Parte cinco Detective Comics (1937) # 781                                                                    | Batgirl Ano Um Parte 6: Ave de Rapina Batgirl Year One (2003) # 6 |
| # 018 (Mai 2004)            | Silêncio Parte 10: O túmulo Batman (1940) # 617 | Corpo de delito - Conclusão Detective Comics (1937) # 782                                                    | Alma elástica Batman: Gotham Knights (2000) # 41                                                                               | Batgirl Ano Um Parte 7: Corações ardentes Batgirl Year One (2003) # 7                                                                                                   |
| # 019 (Jun 2004)            | Silêncio Parte 11: O jogo Batman (1940) # 618 | Mais do que perfeito Detective Comics (1937) # 783                                                           | 20 dias de agonia Batman: Gotham Knights (2000) # 42                                                                           | Batgirl Ano Um Parte 8: Vigilante experiente Batgirl Year One (2003) # 8                                                                                                |
| # 020 (Jul 2004)            | Silêncio Parte 12: O fim Batman (1940) # 619 | Feito de madeira - Parte um Detective Comics (1937) # 784                                                    | Feito de madeira - Parte dois Detective Comics (1937) # 785                                                                    | Batgirl Ano Um Parte 9: Cinzas & Sangue Batgirl Year One (2003) # 9 |
| # 021 (Ago 2004)            | Feito de madeira - Conclusão Detective Comics (1937) # 786                                                                                               | Cavaleiros Aprovados Parte 1: Batgirl & Robin Batman: Gotham Knights (2000) # 43                             | Cavaleiros Aprovados Parte 2: Corpo de delito Batman: Gotham Knights (2000) # 44                                               | Cavaleiros Aprovados Parte 3: Pais e filhos Batman: Gotham Knights (2000) # 45 A morte e as donzelas - Prólogo Detective Comics (1937) # 783                            |
| # 022 (Set 2004)            | Cidade castigada - Parte 1 Batman (1940) # 620 | Cidade castigada - Parte 2 Batman (1940) # 621                                                               | Cidade castigada - Parte 3 Batman (1940) # 622                                                                                 | A morte e as donzelas Capítulo 1 Batman Death And The Maidens (2003) # 1                                                                                                |
| # 023 (Out 2004)            | Cidade castigada - Parte 4 Batman (1940) # 623 | Cidade castigada - Parte 5 Batman (1940) # 624                                                               | Cidade castigada - Conclusão Batman (1940) # 625                                                                               | A morte e as donzelas Capítulo 2 Batman Death And The Maidens (2003) # 2                                                                                                |
| # 024 (Nov 2004)            | A pedra Randori - Parte 1 Detective Comics (1937) # 788                                                                                                  | A pedra Randori - Parte 2 Detective Comics (1937) # 789                                                      | Pânico Batman: Gotham Knights (2000) # 46                                                                                      | A morte e as donzelas Capítulo 3 Batman Death And The Maidens (2003) # 3                                                                                                |
| # 025 (Dez 2004)            | Veritas Liberat Parte 1: O rei da montanha Batman: Gotham Knights (2000) # 47                                                                            | Veritas Liberat Parte 2: Reunião de família Batman: Gotham Knights (2000) # 48                               | Veritas Liberat Parte 3: O redentor Batman: Gotham Knights (2000) # 49                                                         | A morte e as donzelas Capítulo 4 Batman Death And The Maidens (2003) # 4                                                                                                |
| # 026 (Jan 2005)            | O Vôo do Corvo Parte 1: Alucinações Batman (1940) # 626                                                                                                  | O Vôo do Corvo Parte 2: Parceiros no crime Batman (1940) # 627                                               | O Vôo do Corvo Parte 3: Monstros assustadores Batman (1940) # 628                                                              | A morte e as donzelas Capítulo 5 Batman Death And The Maidens (2003) # 5                                                                                                |
| # 027 (Fev 2005)            | O Vôo do Corvo Parte 4: Arma de fogo Batman (1940) # 629                                                                                                 | O Vôo do Corvo Parte 5: Invasão de domicílio Batman (1940) # 630                                             | Escarificação Detective Comics (1937) # 790                                                                                    | A morte e as donzelas Capítulo 6 Batman Death And The Maidens (2003) # 6                                                                                                |
| # 028 (Mar 2005)            | A Hospedeira Parte 1: Achados e perdidos Detective Comics (1937) # 791                                                                                   | A Hospedeira Parte 2: Às cegas Detective Comics (1937) # 792                                                 | A Hospedeira Parte 3: Libertação Detective Comics (1937) # 793                                                                 | A morte e as donzelas Capítulo 7 Batman Death And The Maidens (2003) # 7                                                                                                |
| # 029 (Abr 2005)            | A morte e as donzelas Capítulo 8 Batman Death And The Maidens (2003) # 8                                                                                 | A morte e as donzelas Capítulo 9 Batman Death And The Maidens (2003) # 9                                     | Podridão Parte 1: Fogo purificador Detective Comics (1937) # 794                                                               | Podridão Parte 2: Atolado até o joelho Detective Comics (1937) # 795 |
| # 030 (Mai 2005)            | Desforra - Parte 1 Batman: Gotham Knights (2000) # 50 | Desforra - Parte 2 Batman: Gotham Knights (2000) # 51                                                        | Desforra - Parte 3 Batman: Gotham Knights (2000) # 52                                                                          | ---- |
| # 031 (Jun 2005)            | Desforra - Parte 4 Batman: Gotham Knights (2000) # 53 | Desforra - Parte 5 Batman: Gotham Knights (2000) # 54                                                        | Desforra - Parte 6 Batman: Gotham Knights (2000) # 55                                                                          | ---- |
| # 032 (Jul 2005)            | Pedra polida - Partes 1 / 2 Detective Comics (1937) # 795 / 796                                                                                          | ...e tudo vermelho Detective Comics (1937) # 796                                                             | Batgirl vs Batgirl Batgirl Secret Files & Origins 2002 # 1                                                                     | Jogos de Guerra: Ato 1 Parte 1: Ignição Detective Comics (1937) # 797 Jogos de Guerra: Ato 1 Parte 2: Atrás das linhas inimigas Legends of The Dark Knight (1989) # 182 |
| # 033 (Ago 2005)            | Jogos de Guerra: Ato 1 Parte 3: Quase voltando para casa Nightwing (1996) # 96                                                                           | Jogos de Guerra: Ato 1 Parte 4: Unindo forças Batman: Gotham Knights (2000) # 56                             | Jogos de Guerra: Ato 1 Parte 5: Sitiados Robin (1993) # 129                                                                    | Jogos de Guerra: Ato 1 Parte 6: Guerra total Batgirl (2000) # 55 |
| # 034 (Set 2005)            | Jogos de Guerra: Ato 1 Parte 7: A verdade nua e crua Catwoman (2002) # 34                                                                                | Jogos de Guerra: Ato 1 Parte 8: A última resistência Batman (1940) # 631                                     | Jogos de Guerra: Ato 2 Parte 1: Contra corrente Detective Comics (1937) # 798                                                  | Jogos de Guerra: Ato 2 Parte 2: Diferenças filosóficas Batman: Legends of The Dark Knight (1989) # 183                                                                  |
| # 035 (Out 2005)            | Jogos de Guerra: Ato 2 Parte 3: Toque de recolher Nightwing (1996) # 97                                                                                  | Jogos de Guerra: Ato 2 Parte 4: A luz no fim do túnel Batman: Gotham Knights (2000) # 57                     | Jogos de Guerra: Ato 2 Parte 5: A única luz em Gotham Robin (1993) # 130                                                       | Jogos de Guerra: Ato 2 Parte 6: Danos colaterais Batgirl (2000) # 56 |
| # 036 (Nov 2005)            | Jogos de Guerra: Ato 2 Parte 7: Traição Catwoman (2002) # 35                                                                                             | Jogos de Guerra: Ato 2 Parte 8: Orfeu no submundo Batman (1940) # 632                                        | Jogos de Guerra: Ato 3 Parte 1: Boas intenções Detective Comics (1937) # 799                                                   | Jogos de Guerra: Ato 3 Parte 2: Estrada para o Inferno Batman: Legends of The Dark Knight (1989) # 184                                                                  |
| # 037 (Dez 2005)            | Jogos de Guerra: Ato 3 Parte 3: Baixa de guerra Nightwing (1996) # 98                                                                                    | Jogos de Guerra: Ato 3 Parte 4: Fantasmas demais Robin (1993) # 131                                          | Jogos de Guerra: Ato 3 Parte 5: Risco de fuga Batman: Gotham Knights (2000) # 58                                               | Jogos de Guerra: Ato 3 Parte 6: Ponto de impacto Batgirl (2000) # 57 |
| # 038 (Jan 2006)            | Jogos de Guerra: Ato 3 Parte 7: Múltiplas batalhas Catwoman (2002) # 36                                                                                  | Jogos de Guerra: Ato 3 Parte 8: Guerra sem vencedor Batman (1940) # 633                                      | Sozinho na noite Detective Comics (1937) # 800                                                                                 | No escuro Detective Comics (1937) # 800 |
| # 039 (Fev 2006)            | Jogos de guerra - Epílogo: Aliviando a pressão Batman (1940) # 634                                                                                       | Ninguém Detective Comics (1937) # 797 / 798 / 799                                                            | Cidade do crime Parte 1 Detective Comics (1937) # 801                                                                          | Cidade do crime Parte 2: Os guardiões do segredo Detective Comics (1937) # 802                                                                                          |
| # 040 (Mar 2006)            | Por Trás da Máscara Parte 1: Negócio novo Batman (1940) # 635                                                                                            | Cidade do crime Parte 3: O show de horrores Detective Comics (1937) # 803                                    | Decifre isso - Parte 1 Batman: Legends of The Dark Knight (1989) # 185                                                         | Enganos, dúvidas e mentiras Batman: Gotham Knights (2000) # 60 |
| # 041 (Abr 2006)            | Por Trás da Máscara Parte 2: Primeiro golpe Batman (1940) # 636                                                                                          | Cidade do crime Parte 4: Você precisa é de amor amor Detective Comics (1937) # 804                           | Decifre isso - Parte 2 Batman: Legends of The Dark Knight (1989) # 186                                                         | Decifre isso - Parte 3 Batman: Legends of The Dark Knight (1989) # 187                                                                                                  |
| # 042 (Mai 2006)            | Por Trás da Máscara Parte 3: Entregas noturnas Batman (1940) # 637                                                                                       | Cidade do crime Parte 5: Aquecendo Detective Comics (1937) # 805                                             | Decifre isso - Parte 3 Batman: Legends of The Dark Knight (1989) # 188                                                         | Decifre isso - Conclusão Batman: Legends of The Dark Knight (1989) # 189                                                                                                |
| # 043 (Jun 2006)            | Por Trás da Máscara Parte 4: Verde, vermelho e preto Batman (1940) # 638                                                                                 | Cidade do crime Parte 6: Uma cidade que não é minha Detective Comics (1937) # 806                            | Natureza Humana - Parte 1 Batman: Gotham Knights (2000) # 61                                                                   | Natureza Humana - Parte 2 Batman: Gotham Knights (2000) # 62 |
| # 044 (Jul 2006)            | Encontro de Família Parte 1: O que dizem por aí Batman (1940) # 639                                                                                      | Cidade do crime Parte 7: Crown Point Detective Comics (1937) # 807                                           | Natureza Humana - Parte 3 Batman: Gotham Knights (2000) # 63                                                                   | Natureza Humana - Parte 4 Batman: Gotham Knights (2000) # 64 |
| # 045 (Ago 2006)            | Encontro de Família Parte 2: Quando o gato sai Batman (1940) # 640                                                                                       | Encontro de Família Parte 3: Cara a cara Batman (1940) # 641                                                 | Natureza Humana - Conclusão Batman: Gotham Knights (2000) # 65                                                                 | Cidade do crime Parte 8: O novo rosto Detective Comics (1937) # 808 |
| # 046 (Set 2006)            | A chave Batman: Gotham Knights (2000) # 66 | A vida de Riley Batman: Gotham Knights (2000) # 67                                                           | Cidade do crime Parte 9: A experiência Detective Comics (1937) # 811                                                           | Criminoso Nightwing (1996) # 107 |
| # 047 (Out 2006)            | A forma de coisas que estão por vir - Parte 1 Batman: Gotham Knights (2000) # 68                                                                         | A forma de coisas que estão por vir - Parte 2 Batman: Gotham Knights (2000) # 69                             | Cidade do crime Parte 10: Pérolas e porcelana Detective Comics (1937) # 812                                                    | Quem dá as fichas? Nightwing (1996) # 108 |
| # 048 (Nov 2006)            | Mostre-me o passado, pois não consigo encontrar o presente Batman (1940) # 645                                                                           | A forma de coisas que estão por vir - Parte 3 Batman: Gotham Knights (2000) # 70                             | Cidade do crime Parte 11: Um lugar de pavor Detective Comics (1937) # 813                                                      | Cair fora Nightwing (1996) # 109 |
| # 049 (Dez 2006)            | Franquia - Parte 1: Economia de oferta Batman (1940) # 646                                                                                               | A forma de coisas que estão por vir - Conclusão Batman: Gotham Knights (2000) # 71                           | Cidade do crime Parte 12: O grande show Detective Comics (1937) # 814                                                          | Incorporação Nightwing (1996) # 110 |
| # 050 (Jan 2007)            | Franquia - Parte 2: O time visitante Batman (1940) # 647                                                                                                 | A carta Batman: Gotham Knights (2000) # 72                                                                   | Vítimas - Parte 1 Detective Comics (1937) # 815                                                                                | Assinado, Sophia Nightwing (1996) # 111 |
| # 051 (Fev 2007)            | Só o que fazem é nos assistir matar - Parte 1 Batman (1940) # 648                                                                                        | Vítimas - Conclusão Detective Comics (1937) # 816                                                            | O demônio conhecido Nightwing (1996) # 112                                                                                     | O escorpião e o sapo Nightwing (1996) # 113 |
| # 052 (Mar 2007)            | Só o que fazem é nos assistir matar - Parte 2 Batman (1940) # 649                                                                                        | Acerto de Contas - Parte 1 Batman: Gotham Knights (2000) # 73                                                | Caubóis e índios Nightwing (1996) # 114                                                                                        | Bloqueio aéreo Nightwing (1996) # 115 |
| # 053 (Abr 2007)            | Só o que fazem é nos assistir matar - Parte 3 Só dói quando eu rio Batman (1940) # 650                                                                   | Acerto de Contas - Parte 2 Batman: Gotham Knights (2000) # 74                                                | Maratona Nightwing (1996) # 116                                                                                                | Acerto de contas Nightwing (1996) # 117 |
| # 054 (Mai 2007)            | Cara a cara - Parte 1 Detective Comics (1937) # 817 | Cara a cara - Parte 2 Batman (1940) # 651                                                                    | Gangues por toda parte Nightwing (1996) # 118                                                                                  | Dédalo e Ícaro - O retorno de Jason Todd Batman Annual (1982) # 25 |
| # 055 (Jun 2007)            | Cara a cara - Parte 3 Detective Comics (1937) # 818 | Cara a cara - Parte 4 Batman (1940) # 652                                                                    | Arquivo Morto - Parte 1 Crime verdadeiro Legends of The Dark Knight (1989) # 201                                               | Prazer em conhecê-lo... espero que adivinhe meu nome! Nightwing (1996) # 119                                                                                            |
| # 056 (Jul 2007)            | Cara a cara - Parte 5 Detective Comics (1937) # 819 | Cara a cara - Parte 6 Batman (1940) # 653                                                                    | Arquivo Morto - Parte 2 Confidencialidade Legends of The Dark Knight (1989) # 202                                              | Dupla insanidade Nightwing (1996) # 120 |
| # 057 (Ago 2007)            | Cara a cara - Parte 7 Detective Comics (1937) # 820 | Cara a cara - Conclusão Batman (1940) # 654                                                                  | Arquivo Morto - Parte 3 Heranças Legends of The Dark Knight (1989) # 203                                                       | Desculpe por tocar no assunto Nightwing (1996) # 121 |
| # 058 (Set 2007)            | Os ricos e famosos Detective Comics (1937) # 821 | Regras de Compromisso - Parte Batman Confidential (2007) # 1                                                 | Duplas estranhas Nightwing (1996) # 122                                                                                        | Batman & Filho - Parte 1 Melhorando o batmóvel Batman (1940) # 655 |
| # 059 (Out 2007)            | E. Nigma, detetive particular Detective Comics (1937) # 822                                                                                              | Regras de Compromisso - Parte 2 Batman Confidential (2007) # 2                                               | Incêndio no inferno Nightwing (1996) # 123                                                                                     | Batman & Filho - Parte 2 Morcegos em Londres Batman (1940) # 656 |
| # 060 (Nov 2007)            | Acuada Detective Comics (1937) # 823 | Regras de Compromisso - Parte 3 Batman Confidential (2007) # 3                                               | Resoluções Nightwing (1996) # 124                                                                                              | Batman & Filho - Parte 3 Meninos pródigos Batman (1940) # 657 |
| # 061 (Dez 2007)            | A noite do Pinguim Detective Comics (1937) # 824 | Regras de Compromisso - Parte 4 Batman Confidential (2007) # 4                                               | Alvos - Parte 1 Nightwing (1996) # 125                                                                                         | Batman & Filho - Parte 4 Pais ausentes Batman (1940) # 658 |
| # 062 (Jan 2008)            | Grotesko - Parte 1 Batman (1940) # 659 | Regras de Compromisso - Parte 5 Batman Confidential (2007) # 5                                               | Alvos - Parte 2 Nightwing (1996) # 126                                                                                         | A volta do Dr. Phosphorus! Detective Comics (1937) # 825 |
| # 063 (Fev 2008)            | Grotesko - Parte 2 Batman (1940) # 660 | Grotesko - Parte 3 Batman (1940) # 661                                                                       | Regras de Compromisso - Parte 6 Batman Confidential (2007) # 6                                                                 | Alvos - Parte 3 Nightwing (1996) # 127 |
| # 064 (Mar 2008)            | Viagem assassina! Detective Comics (1937) # 826 | Alvos - Parte 4: Conclusão Nightwing (1996) # 128                                                            | Grotesko - Conclusão Batman (1940) # 662                                                                                       | Ventriloucura Detective Comics (1937) # 827 |
| # 065 (Abr 2008)            | Mordida de tubarão Detective Comics (1937) # 828 | Noiva e Noivo - Parte 1 O namoro Nightwing (1996) # 129                                                      | O palhaço à meia-noite Batman (1940) # 663                                                                                     | Peso de papel - Parte 1' Catwoman (2002) # 63 |
| # 066 (Mai 2008)            | Cerco - Parte 1 Detective Comics (1937) # 829 | Peso de papel - Parte 2' Catwoman (2002) # 64                                                                | Noiva e Noivo - Parte 2 O pedido Nightwing (1996) # 130                                                                        | Os três fantasmas de Batman Batman (1940) # 664 |
| # 067 (Jun 2008)            | Cerco - Parte 2 Detective Comics (1937) # 830 | Peso de papel - Parte 3' Catwoman (2002) # 65                                                                | Noiva e Noivo - Parte 2 O noivado Nightwing (1996) # 131                                                                       | Casos inexplicáveis Batman (1940) # 665 |
| # 068 (Jul 2008)            | A lenda do Batman - Quem ele é e como surgiu... Batman (1940) # 666                                                                                      | Noiva e Noivo - Parte 3 Nightwing (1996) # 132                                                               | A morte da Mulher-Gato Parte 1 Catwoman (2002) # 66                                                                            | Como uma família Detective Comics (1937) # 831 |
| # 069 (Ago 2008)            | Absoluto Terror - Parte 1 Detective Comics (1937) # 835                                                                                                  | Absoluto Terror - Parte 2 Detective Comics (1937) # 836                                                      | A morte da Mulher-Gato Parte 2 Catwoman (2002) # 67                                                                            | A morte da Mulher-Gato Parte 3 Catwoman (2002) # 68 |
| # 070 (Set 2008)            | A ilha do Senhor Mayhew Batman (1940) # 667 | Agora estamos mortos! Batman (1940) # 668                                                                    | 321 dias Nightwing (1996) # 133                                                                                                | A vida durante a guerra Parte 1 Catwoman (2002) # 69 |
| # 071 (Out 2008)            | O cavaleiro das trevas tem que morrer! Batman (1940) # 669                                                                                               | O melhor amigo Nightwing (1996) # 134                                                                        | A vida durante a guerra Parte 2 Catwoman (2002) # 70                                                                           | Triagem Detective Comics (1937) # 832 |
| # 072 (Nov 2008)            | Confiança Detective Comics (1937) # 833 | Confiança - Parte 2 Detective Comics (1937) # 834                                                            | A gangue Nightwing (1996) # 135                                                                                                | O plano Nightwing (1996) # 136 |
| # 073 (Dez 2008)            | Honra entre ladrões Detective Comics (1937) # 837 | Ataque Nightwing (1996) # 137                                                                                | Dia das mães Catwoman (2002) # 71                                                                                              | A gênese do demônio Batman Annual (1982) # 26 |
| # 074 (Jan 2009)            | A Ressurreição de Ra's Al Ghul O despertar de Lázaro Batman (1940) # 670                                                                                 | A Ressurreição de Ra's Al Ghul Parte 1: Um garoto para o demônio Robin (1993) # 168                          | A Ressurreição de Ra's Al Ghul Parte 2: O menor de dois males Nightwing (1996) # 138                                           | A Ressurreição de Ra's Al Ghul Parte 3 Detective Comics (1937) # 838 |
| # 075 (Fev 2009)            | A Ressurreição de Ra's Al Ghul Parte 4: Aquele que é o mestre Batman (1940) # 671                                                                        | A Ressurreição de Ra's Al Ghul Parte 5: Um garoto para o demônio Robin (1993) # 169                          | A Ressurreição de Ra's Al Ghul Parte 6: Prova viva Nightwing (1996) # 139                                                      | A Ressurreição de Ra's Al Ghul Parte 7: Direito nefasto Detective Comics (1937) # 839                                                                                   |
| # 076 (Mar 2009)            | A Ressurreição de Ra's Al Ghul Epílogo Detective Comics (1937) # 840                                                                                     | O crime compensa Catwoman (2002) # 72                                                                        | O crime compensa - Parte 2 Catwoman (2002) # 73                                                                                | Medicina espacial Batman (1940) # 672 |
| # 077 (Abr 2009)            | A gangue dos país das maravilhas Detective Comics (1937) # 841                                                                                           | O crime compensa - Parte 3 Catwoman (2002) # 74                                                              | Queda livre Nightwing (1996) # 140                                                                                             | Joe congela no inferno Batman (1940) # 673 |
| # 078 (Mai 2009)            | A armadura da aflição Detective Comics (1937) # 842 | Acordando no lado errado do universo - Parte 1 Catwoman (2002) # 75                                          | Queda livre Capítulo Dois Nightwing (1996) # 141                                                                               | O Batman morre ao amanhecer Batman (1940) # 674 |
| # 079 (Jun 2009)            | Noite de inauguração Detective Comics (1937) # 843 | Acordando no lado errado do universo - Parte 2 Catwoman (2002) # 76                                          | Queda livre Capítulo Três Nightwing (1996) # 142                                                                               | O inimigo com nove olhos Batman (1940) # 675 |
| # 080 (Jul 2009)            | Cortinas Detective Comics (1937) # 844 | Acordando no lado errado do universo - Parte 3 Catwoman (2002) # 77                                          | Queda livre Capítulo Quatro Nightwing (1996) # 143                                                                             | Descanse em Paz - Parte 1: Meia noite na casa da dor Batman (1940) # 676                                                                                                |
| # 081 (Ago 2009)            | A charada sem resposta Detective Comics (1937) # 845 | Queda livre Capítulo Cinco Nightwing (1996) # 144                                                            | Descanse em Paz - Parte 2: O morcego do submundo Batman (1940) # 677                                                           | Descanse em Paz - Parte 3: Zur En Arrh Batman (1940) # 678 |
| # 082 (Set 2009)            | O Coração do Silêncio Parte 1: As principais famílias de Gotham Detective Comics (1937) # 846                                                            | O Coração do Silêncio Parte 2: O último dia bom Detective Comics (1937) # 847                                | Queda livre Capítulo Seis Nightwing (1996) # 145                                                                               | Descanse em Paz - Parte 4: Milagre no Beco do Crime Batman (1940) # 679                                                                                                 |
| # 083 (Out 2009)            | O Coração do Silêncio Parte 3: Coisas do coração Detective Comics (1937) # 848                                                                           | O Coração do Silêncio Parte 4: Cicatrizes Detective Comics (1937) # 849                                      | Queda livre Capítulo Sete Nightwing (1996) # 146                                                                               | Descanse em Paz - Parte 5: O pequeno duque da morte Batman (1940) # 680                                                                                                 |
| # 084 (Nov 2009)            | O Coração do Silêncio Parte 5: O demônio no espelho Detective Comics (1937) # 850                                                                        | O grande salto Nightwing (1996) # 147                                                                        | Descanse em Paz - Parte 6: Corações enegrecidos Batman (1940) # 681                                                            | ---- |
| # 085 (Dez 2009)            | O culpado é o mordomo! Batman (1940) # 682 | O que o mordomo viu Batman (1940) # 683                                                                      | O grande salto - Parte 2 Nightwing (1996) # 148                                                                                | O longo caminho para casa - Parte 1 Catwoman (2002) # 78 |
| # 086 (Jan 2010)            | Os derradeiros dias de Gotham Detective Comics (1937) # 851                                                                                              | Os derradeiros dias de Gotham Batman (1940) # 684                                                            | O grande salto - Parte 3 Nightwing (1996) # 149                                                                                | O longo caminho para casa - Parte 2 Catwoman (2002) # 79 |
| # 087 (Fev 2010)            | O grande salto - Conclusão Nightwing (1996) # 150 | Origens & presságios Nightwing (1996) # 150                                                                  | Reconstrução Detective Comics (1937) # 852                                                                                     | O impostor Batman (1940) # 685 |
| # 088 (Mar 2010)            | Para dentro da escuridão Nightwing (1996) # 151 | Inimigo especial Nightwing (1996) # 152                                                                      | Ameaça final Catwoman (2002) # 80                                                                                              | O Que Aconteceu Com O Cavaleiros das Trevas? Parte 1: O começo do fim Batman (1940) # 686                                                                               |
| # 089 (Abr 2010)            | Amanhecer Sombrio Nightwing (1996) # 153 | Ameaça Final - Parte 2 Catwoman (2002) # 81                                                                  | Ameaça Final - Parte 3 Catwoman (2002) # 82                                                                                    | O Que Aconteceu Com O Cavaleiros das Trevas? - Parte 2 Detective Comics (1937) # 853                                                                                    |
| # 090 (Mai 2010)            | A Batalha Pelo Capuz - Parte 1: Retomando território Batman: Battle For The Cowl (2009) # 1                                                              | A Batalha Pelo Capuz - Gazeta de Gotham: Batman morreu? Gotham Gazette: Batman Dead? (2009) # 1              | A Batalha Pelo Capuz - Parte 2: Exército de um homem só Batman: Battle For The Cowl (2009) # 2                                 | ---- |
| # 091 (Jun 2010)            | A Batalha Pelo Capuz - Parte 2: Exército de um homem só Batman: Battle For The Cowl (2009) # 2                                                           | A Batalha Pelo Capuz - Parte 3: O último homem Batman: Battle For The Cowl (2009) # 3                        | A Batalha Pelo Capuz - Gazeta de gotham: Batman vivo? Battle For The Cowl: Gotham Gazzete - Batman Alive (2009)                | ---- |
| # 092 (Jul 2010)            | A Batalha Pelo Capuz - Uma batalha interior Batman (1940) # 687                                                                                          | Ignição Batman: Streets of Gotham (2009) # 1                                                                 | Batman Renascido - Parte 1: Efeito dominó Batman And Robin (2009) # 1                                                          | ---- |
| # 093 (Ago 2010)            | Batman Renascido - Parte 2: O circo do estranho Batman And Robin (2009) # 2                                                                              | Batman Renascido - Parte 3: Mamãe feita de pregos Batman And Robin (2009) # 3                                | Cidade em chamas Batman: Streets of Gotham (2009) # 2                                                                          | ---- |
| # 094 (Set 2010)            | Escuridão Profunda - Parte 1: Pecados antigos são difíceis de pagar Batman (1940) # 688                                                                  | Escuridão Profunda - Parte 2: Novo dia, novo cavaleiro Batman (1940) # 689                                   | Dinheiro silencioso Batman: Streets of Gotham (2009) # 3                                                                       | ---- |
| # 095 (Out 2010)            | Escuridão Profunda - Parte 3: Invasão Batman (1940) # 690                                                                                                | Escuridão Profunda - Parte 4: Dois cavaleiros. Duas caras Batman (1940) # 691                                | Negócios Batman: Streets of Gotham (2009) # 4                                                                                  | ---- |
| # 096 (Nov 2010)            | A Vingança do Capuz Vermelho Parte 1: A mão rubra Batman And Robin (2009) # 4                                                                            | A Vingança do Capuz Vermelho Parte 2: Escarlate Batman And Robin (2009) # 5                                  | Leviatã - Parte 1 de 2 Batman: Streets of Gotham (2009) # 5                                                                    | ---- |
| # 097 (Dez 2010)            | Vida Após A Morte Parte 1: O Despertar Batman (1940) # 692                                                                                               | Leviatã - parte 2 Batman: Streets of Gotham (2009) # 6                                                       | A Vingança do Capuz Vermelho - Parte 3: A chegada do Flamingo Batman And Robin (2009) # 6                                      | ---- |
| # 098 (Jan 2011)            | Vida Após A Morte Parte 2: Charadas Batman (1940) # 693                                                                                                  | Cavaleiro da Escuridão - Parte 1: Perolado e o poço Batman And Robin (2009) # 7                              | Cavaleiro da Escuridão - Parte 2: Batman vs. Batman Batman And Robin (2009) # 8                                                | ---- |
| # 099 (Fev 2011)            | Vida Após A Morte Parte 3: Pedaços quebrados Batman (1940) # 694                                                                                         | Vida Após A Morte Parte 4: Fumaça e espelhos Batman (1940) # 695                                             | Cavaleiro da Escuridão Parte 2: Quebrado Batman And Robin (2009) # 9                                                           | ---- |
| # 100 (Mar 2011)            | Vida Após A Morte Parte 5: Jogos mentais Batman (1940) # 696                                                                                             | Vida Após A Morte Parte 6: Libertador Batman (1940) # 697                                                    | Fogo e gelo & Pura como a neve Batman - 80 Page Giant (2010) # 1                                                               | O tempo e o Batman Batman (1940) # 700 |
| # 101 (Abr 2011)            | A Charada - Parte 1: Truques de magia negra Batman (1940) # 698                                                                                          | A Charada - Parte 2: Um meio para um fim Batman (1940) # 699                                                 | No gélido inverno Batman: Streets of Gotham (2009) # 7                                                                         | ---- |
| # 102 (Mai 2011)            | Batman Vs. Robin - Parte 1: O fantasma da Mansão Wayne Batman And Robin (2009) # 10                                                                      | Batman Vs. Robin - Parte 2: Cemitério Batman And Robin (2009) # 11                                           | Noites alucinantes - Parte 1 de 2 Batman: Streets of Gotham (2009) # 8                                                         | ---- |
| # 103 (Jun 2011)            | Batman Vs. Robin - Parte 3: Trem mexicano Batman And Robin (2009) # 12                                                                                   | Mantilha em Véu Caído Batman - 80 Page Giant (2010) # 1                                                      | Sem comparações Batman - 80 Page Giant (2010) # 1                                                                              | Noites alucinantes - Parte 2 de 2 Batman: Streets of Gotham (2009) # 9                                                                                                  |
| # 104 (Jul 2011)            | Batman e Robin Devem Morrer! Parte 1: O jardim da morte Batman And Robin (2009) # 13                                                                     | Os heróis Batman: Streets of Gotham (2009) # 10                                                              | Último ato Batman: Streets of Gotham (2009) # 11                                                                               | ---- |
| # 105 (Ago 2011)            | O conto da Carpinteira - Parte 1 de 2 Batman: Streets of Gotham (2009) # 12                                                                              | Batman e Robin Devem Morrer! Parte 2: O triunfo da morte Batman And Robin (2009) # 14                        | Batman e Robin Devem Morrer! Parte 3: O cavaleiro, a morte e o demônio Batman And Robin (2009) # 15                            | ---- |
| # 106 (Set 2011)            | Descanse em paz, o capítulo perdido Parte 1: O buraco nas coisas Batman (1940) # 701                                                                     | Descanse em paz, o capítulo perdido Parte 2: O último caso do Batman Batman (1940) # 702                     | O conto da Carpinteira - Parte 2 de 2 Batman: Streets of Gotham (2009) # 13                                                    | ---- |
| # 107 (Out 2011)            | A grande fuga Batman (1940) # 703 | Bruce Wayne: de Volta Ao Lar Parte 1: Olhando de fora The Road Home: Batman & Robin (2010) # 1               | Bruce Wayne: de Volta Ao Lar Parte 2: O Infiltrado The Road Home: Red Robin (2010) # 1                                         | ---- |
| # 108 (Nov 2011)            | Missa Negra Batman And Robin (2009) # 16 | Planeta Gotham Batman:the Return (2010) # 1                                                                  | A casa do silencio - prelúdio Batman: Streets of Gotham (2009) # 14                                                            | ---- |
| # 109 (Dez 2011)            | A soma das partes - Parte 1 de 3 Batman And Robin (2009) # 17                                                                                            | A casa do silêncio Capítulo 1 Batman: Streets of Gotham (2009) # 16                                          | A casa do silêncio Capítulo 2: Reencontros Batman: Streets of Gotham (2009) # 17                                               | ---- |
| # 110 (Jan 2012)            | A soma das partes - Parte 2 de 3 Batman And Robin (2009) # 18                                                                                            | A soma das partes - Parte 3 de 3 Batman And Robin (2009) # 19                                                | A casa do silêncio Capítulo 3: A mordida do Percevejo Batman: Streets of Gotham (2009) # 18                                    | A casa do silêncio Capítulo 4: A razão para as hienas Batman: Streets of Gotham (2009) # 19                                                                             |
| # 111 (Fev 2012)            | Cavaleiro das Trevas Vs. Cavaleiro Branco Parte 1: Árvore de sangue Batman And Robin (2009) # 20                                                         | Cavaleiro das Trevas Vs. Cavaleiro Branco Parte 2: Árvore de sangue Batman And Robin (2009) # 21             | A casa do silêncio Capítulo 5: A praga Batman: Streets of Gotham (2009) # 20                                                   | A casa do silêncio Capítulo final Batman: Streets of Gotham (2009) # 21                                                                                                 |
| # 112 (Mar 2012)            | Cavaleiro das Trevas Vs. Cavaleiro Branco - Parte 2 Batman And Robin (2009) # 21                                                                         | Cavaleiro das Trevas Vs. Cavaleiro Branco Parte 3: Árvore de sangue Batman And Robin (2009) # 22             | Vermelho Nas Ruas Parte 1: Entradas e saídas Batman And Robin (2009) # 23                                                      | O Observador - Parte 1: Não ouvir o mal Batman (1940) # 704 |
| # 113 (Abr 2012)            | Vermelho Nas Ruas Parte 2: Estratégia de fuga Batman And Robin (2009) # 24                                                                               | Caindo na real Batman - 80 Page Giant (2010) # 1                                                             | O Observador - Parte 2: Não ouvir o mal Batman (1940) # 705                                                                    | O Observador - Parte 3: Não falar do mal Batman (1940) # 706 |
| # 114 (Mai 2012)            | Vermelho Nas Ruas Parte 3: Noite de diversão Batman And Robin (2009) # 25 Prazeres terrenos: Cenas de uma obra em andamento Batman And Robin (2009) # 26 | O Observador - Parte 4: O mal interior Batman (1940) # 707 Fragmentos - Parte 1: Perdido Batman (1940) # 710 | Fragmentos - Parte 2: O longo caminho de volta Batman (1940) # 711 Fragmentos - Parte 3: Dourando a pílula Batman (1940) # 712 | O final da história Batman (1940) # 713 |

### Segunda série (2012-2017)
Após a DC Comics iniciar uma nova fase, fase da qual as revistas de seus personagens voltaram à numeração 1, chamada "Os Novos 52", Batman também reinicia a numeração. A nova revista tem roteiro de Scott Snyder e arte de Greg Capullo.
| Edição Nacional | 1ª História                                                                                            | 2ª História | 3ª História | Data de publicação |
| --------------- | --- | --- | --- | ------------------ |
| # 001           | Corte das Corujas Parte 1: Truque com facas Batman (2011) # 1                                          | Coringa Detective Comics (2011) # 1                                                                             | Terror da noite Batman: The Dark Knight (2011) # 1                                                                                     | Jun 2012           |
| # 002           | Corte das Corujas Parte 2: Perda de confiança Batman (2011) # 2                                        | O fim da brincadeira Detective Comics (2011) # 2                                                                | Fluxo de sangue Batman: The Dark Knight (2011) # 2                                                                                     | Jul 2012           |
| # 003           | Corte das Corujas Parte 3: A Décima Terceira Hora Batman (2011) # 3                                    | A Sangue Frio Detective Comics (2011) # 3                                                                       | Agarre-me se Puder Batman: The Dark Knight (2011) # 3                                                                                  | Ago 2012           |
| # 004           | Corte das Corujas Parte 4: De Frente com a Corte Batman (2011) # 4                                     | O Evento Principal Detective Comics (2011) # 4                                                                  | Bem-Vindo à Selva Batman: The Dark Knight (2011) # 4                                                                                   | Set 2012           |
| # 005           | Corte das Corujas Parte 5: À Mercê da Corte Batman (2011) # 5                                          | Jogo da morte & Roleta Russa Detective Comics (2011) # 5                                                        | Um Punhado de Pó Batman: The Dark Knight (2011) # 5                                                                                    | Out 2012           |
| # 006           | Corte das Corujas Parte 6: Por trás do vidro Batman (2011) # 6                                         | Roda do Infortúnio Detective Comics (2011) # 6                                                                  | Corra, Coelhinho, Corra Batman: The Dark Knight (2011) # 6                                                                             | Nov 2012           |
| # 007           | Corte das Corujas Parte 7: Os Garras atacam! Batman (2011) # 7                                         | A cobra e o falcão Detective Comics (2011) # 7                                                                  | Cai o pano Batman: The Dark Knight (2011) # 7                                                                                          | Dez 2012           |
| # 008           | A Noite das Corujas: Ataque à Mansão Wayne & O chamado Batman (2011) # 8                               | A insanidade Batman: The Dark Knight (2011) # 8                                                                 | Táticas de terror Detective Comics (2011) # 8                                                                                          | Jan 2013           |
| # 009           | A Noite das Corujas & A queda da casa de Wayne - Parte 1 de 3 Batman (2011) # 9                        | "Não posso mais ser quebrado" Batman: The Dark Knight (2011) # 9                                                | As corujas tomam o Arkham Detective Comics (2011) # 9 A primeira neve Batman Annual (2012) # 1                                         | Fev 2013           |
| # 010           | A Noite das Corujas: Ataque à Corte & A queda da casa de Wayne - Parte 2 de 3 Batman (2011) # 10       | Na beira do precipício Detective Comics (2011) # 10                                                             | Homem vazio Batman: The Dark Knight (2011) # 10                                                                                        | Mar 2013           |
| # 011           | A Noite das Corujas: O guardião do meu irmão & A queda da casa de Wayne - Conclusão Batman (2011) # 11 | Ciclo de violência Batman: The Dark Knight (2011) # 11                                                          | Radioativo! Detective Comics (2011) # 11                                                                                               | Abr 2013           |
| # 012           | O fantasma na máquina Batman (2011) # 12                                                               | Espelho, espelho meu Batman: The Dark Knight (2011) # 12                                                        | O assassino interior Detective Comics (2011) # 12                                                                                      | Mai 2013           |
| # 000           | Um passado novo em folha & Amanhã Batman (2011) # 0                                                    | A última lição & A longa espera Detective Comics (2011) # 0                                                     | A busca por significado Batman: The Dark Knight (2011) # 0 Bem-vindo ao lado sombrio & O rosto que ri Detective Comics (2011) # 8 a 12 | Jun 2013           |
| # 013           | Morte da Família - Batendo na porta & Brincadeirinha Batman (2011) # 13                                | Passado morto-vivo Batman: The Dark Knight (2011) # 13                                                          | Abaixe a cabeça e corra & Teste de QI Detective Comics (2011) # 13                                                                     | Jul 2013           |
| # 014           | Recordar é morrer & Homens de fé Batman (2011) # 14                                                    | Seleção sobrenatural & Semantes na sujeira Detective Comics (2011) # 14                                         | O reino do crepúsculo Batman: The Dark Knight (2011) # 14                                                                              | Ago 2013           |
| # 015           | Morte da Família - A graça da piada & Luz vermelha, luz verde Batman (2011) # 15                       | A cruz que carregamos Batman: The Dark Knight (2011) # 15                                                       | Amor imundo amor & O amor floresce Detective Comics (2011) # 15                                                                        | Set 2013           |
| # 016           | Morte da Família - Castelo de cartas & Julgamento Batman (2011) # 16                                   | Toque de loucura Batman: The Dark Knight (2011) # 16                                                            | Nada além de sorrisos & Pondo ordem Detective Comics (2011) # 16                                                                       | Out 2013           |
| # 017           | Morte da Família - Fim da brincadeira Batman (2011) # 17                                               | A busca pela felicidade & O doutor mandou Detective Comics (2011) # 17                                          | Doce obsessão Batman: The Dark Knight (2011) # 17                                                                                      | Nov 2013           |
| # 018           | Réquiem - Parte 1 & 2: Resolução - Capítulo 1 & 2 Batman (2011) # 18                                   | Réquiem - Parte 3: De volta ao lar & Parte 4: Cortes necessários Detective Comics (2011) # 18                   | Barganha com o demônio Batman: The Dark Knight (2011) # 18                                                                             | Dez 2013           |
| # 019           | O homem que não estava lá & Luzes fantasmas - Parte 1 de 2 Batman (2011) # 19                          | Os 900 & Nasce uma família & Observando pássaros & Olhando através de lentes azuis Detective Comics (2011) # 19 | Lago das lágrimas Batman: The Dark Knight (2011) # 19                                                                                  | Jan 2014           |
| # 020           | O homem que não estava lá - Parte 2 de 2 & Luzes fantasmas - Conclusão Batman (2011) # 20              | Rei por um dia & O império do filho Detective Comics (2011) # 20                                                | Caindo, caindo, caindo. Batman: The Dark Knight (2011) # 20                                                                            | Fev 2014           |
| # 021           | Ano Zero - Cidade secreta: Parte um & Onde diabo ele aprendeu a dirigir?! Batman (2011) # 21           | Sombras e fantasmas & Territorialista Detective Comics (2011) # 21                                              | Louco Batman: The Dark Knight (2011) # 21                                                                                              | Mar 2014           |

### Terceira série (2017-presente)
Com o início do "Renascimento" da DC Comics inicia-se uma nova fase e Batman tem sua numeração reiniciada. A nova revista tem roteiro de Tom King e desenhos de David Finch.
| PUBLICAÇÃO | NÚMERO | MIX DE HISTÓRIAS ORIGINAIS                                         | MIX DE HISTÓRIAS ORIGINAIS                             |
| ---------- | ------ | ------------------------------------------------------------------ | ------------------------------------------------------ |
| ABR 2017   | 01     | Batman: Renascimento Batman: Rebirth (2016–) #1                    | Eu Sou Gotham: Parte Um Batman (2016–) #1              |
| MAI 2017   | 02     | Eu Sou Gotham: Parte Dois Batman (2016–) #2                        | Eu Sou Gotham: Parte Três Batman (2016–) #3            |
| JUN 2017   | 03     | Eu Sou Gotham: Parte Quatro Batman (2016–) #4                      | Eu Sou Gotham: Parte Cinco Batman (2016–) #5           |
| JUL 2017   | 04     | Eu Sou Gotham – Epílogo Batman (2016–) #6                          | A Noite dos Homens–Monstro – Parte 1 Batman (2016–) #7 |
| AGO 2017   | 05     | A Noite dos Homens–Monstro – Parte 3 Detective Comics (1937–) #941 | A Noite dos Homens–Monstro – Parte 4 Batman (2016–) #8 |
| SET 2017   | 06     | Eu Sou Suicida – Parte 1 Batman (2016–) #9                         | Eu Sou Suicida – Parte 2 Batman (2016–) #10            |
| OUT 2017   | 07     | Eu Sou Suicida – Parte 3 Batman (2016–) #11                        | Eu Sou Suicida – Parte 4 Batman (2016–) #12            |
| NOV 2017   | 08     | Eu Sou Suicida – Parte 5 Batman (2016–) #13                        | Telhados – Parte 1 de 2 Batman (2016–) #14             |